# Ligne 14 du métro de Paris
Vous lisez un « bon article » labellisé en 2008.  Il fait partie d'un « bon thème ».
Ne doit pas être confondu avec l'ancienne ligne 14 du métro parisien (1937-1976).
La ligne 14 du métro de Paris est l'une des seize lignes du réseau métropolitain de Paris. Elle relie la station Saint-Denis Pleyel à la station Aéroport d'Orly, traversant le centre de Paris selon une diagonale nord-ouest/sud-est. Connue également sous son nom de projet, Meteor (rétroacronyme de « MÉTro Est-Ouest Rapide »), elle s’est imposée comme une ligne emblématique du réseau.
Inaugurée le 15 octobre 1998, elle marque à cette époque un tournant, étant la première ligne de métro construite dans la capitale depuis près d’un demi-siècle. Établie à grande profondeur, dotée de stations spacieuses et d’une vitesse commerciale supérieure à celle du réseau historique, elle se distingue dès son origine comme la première ligne parisienne entièrement automatique et la seule à être équipée de rames sur pneumatiques dès sa mise en service.
La ligne 14 incarne une vitrine technologique, fruit de la collaboration entre la RATP (via sa filiale Systra), Alstom pour le matériel roulant, et Siemens Transportation Systems pour les automatismes.
À son ouverture, elle se limitait au tronçon reliant Madeleine à Bibliothèque François Mitterrand. Elle s’est ensuite étendue entre Saint-Lazare et Olympiades, un itinéraire qu’elle a desservi pendant 13 ans. Son expansion en banlieue parisienne a débuté avec un prolongement jusqu’à Mairie de Saint-Ouen le 14 décembre 2020. Une extension majeure a suivi le 24 juin 2024, reliant la ligne au nord jusqu’à Saint-Denis et au sud jusqu’à l’aéroport d’Orly, dans le cadre du projet Grand Paris Express. Avec cette extension, la ligne 14 dépasse alors la ligne 13 pour devenir la plus longue du réseau parisien, s’étendant sur plus de 27 kilomètres.
Avec 113,27 millions de voyageurs en 2024, elle est la sixième ligne la plus fréquentée du réseau.

Plan de la ligne.

## Histoire

### Ancienne ligne 14

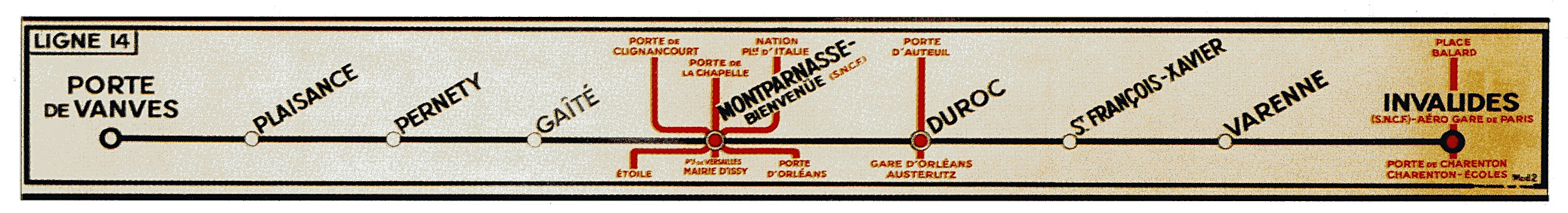
Plan de l'ancienne ligne 14 du 27 juillet 1937 au 9 novembre 1976.

Depuis 1937, il existait une première ligne 14 du métro. Dans la partie méridionale de Paris intra-muros, elle reliait les stations Invalides et Porte de Vanves. En 1976, elle subit une double transformation :
- d'une part au sud, où elle fut prolongée de Porte de Vanves à Châtillon - Montrouge ;
- d'autre part au nord, où, grâce à la construction d'un tronçon entre Invalides et Saint-Lazare via Miromesnil, elle fusionna avec la ligne 13, qui reliait alors Saint-Lazare à Carrefour Pleyel.

Cette nouvelle ligne nord-sud, qui faisait défaut dans l'ouest parisien, conserva le numéro de sa partie septentrionale : c'est donc à 13 que s'arrêtait désormais la numérotation des lignes du métro parisien.
L'actuelle ligne 14, qui suit un parcours totalement différent de l'ancienne, a reçu le numéro devenu vacant après la fusion des ex-lignes 13 et 14.

### Chronologie
- novembre 1989 - juin 1993 : travaux préparatoires au chantier (puits et tunnel de reconnaissance).
- juillet 1993 : baptême du tunnelier Sandrine et début du forage du tunnel entre le quartier de la Bastille et celui de la Madeleine.
- 15 octobre 1998 : inauguration et mise en service de la ligne 14 entre Madeleine et Bibliothèque François-Mitterrand.
- 16 décembre 2003 : premier prolongement, entre Madeleine et Saint-Lazare.
- 26 juin 2007 : deuxième prolongement, entre Bibliothèque François-Mitterrand et Olympiades, au cœur du 13e arrondissement[4].
- 12 octobre 2020 : mise en service de la première rame MP 14 à 8 voitures.
- 14 décembre 2020 : troisième prolongement, entre Saint-Lazare et Mairie de Saint-Ouen.
- 28 janvier 2021 : ouverture des quais de Porte de Clichy[5].
- 24 mars 2023 : dernier jour de circulation d'un MP 89 sur la ligne[6].
- 26 février 2024 : mise en service commerciale du nouveau système d'exploitation de la ligne[7].
- 13 mai 2024 : début de la marche à blanc dans le cadre du prolongement à Aéroport d'Orly et Saint-Denis Pleyel[8].
- 24 juin 2024 : quatrième prolongement, au nord entre Mairie de Saint-Ouen et Saint-Denis Pleyel, et au sud entre Olympiades et Aéroport d'Orly.
- 18 janvier 2025 : ouverture des quais de Villejuif - Gustave Roussy[9].

### Genèse du projet

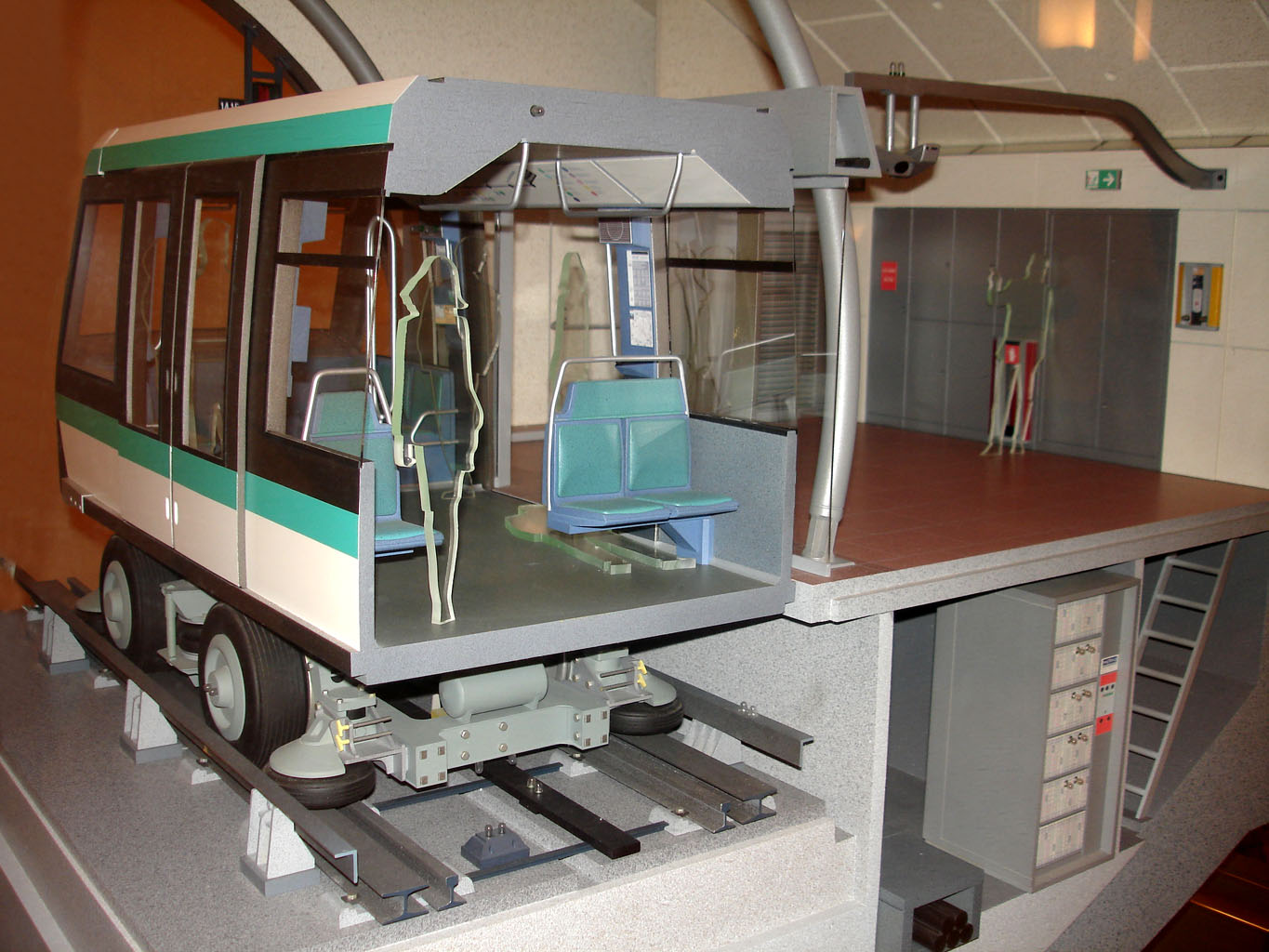
Maquette de l'avant d'une rame MP 89 et d'une station de la ligne 14. L'accès aux rames est protégé par des portes palières vitrées en bordure des quais.

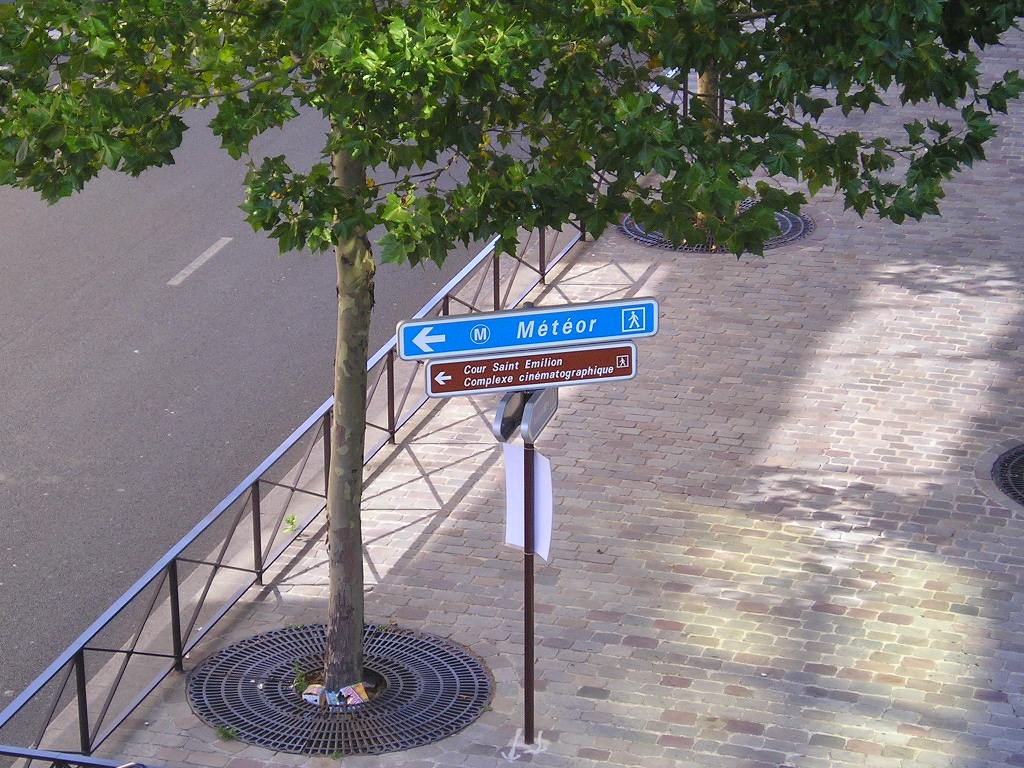
Ancien panneau (2003), près de la station Cour Saint-Émilion, qui indique la direction vers la ligne 14 sous son nom de projet : « Météor ».

L'axe est-ouest parisien est de longue date particulièrement fréquenté. La saturation de la ligne 1 du métro à partir des années 1940 explique pour une large part la création de la ligne A du RER, achevée en 1977. Mais le succès spectaculaire de cette ligne en fait en moins de dix ans l'un des axes les plus fréquentés au monde, au point d'être elle-même saturée à partir de 1983. La région parisienne connaît en effet un fort déséquilibre entre l'est, résidentiel, et l'ouest, où se trouvent les pôles d'emplois, ce qui conduit des millions de Franciliens à transiter tous les jours par cet axe. Le taux de charge des trains, supérieur à 120 % en heure de pointe, ne permet dès lors plus d'assurer le transport des voyageurs dans des conditions acceptables.
En première urgence, la RATP décide de l'installation du système d'aide à la conduite, à l'exploitation et à la maintenance (SACEM), permettant de réduire à seulement deux minutes l'intervalle entre les trains. Ce pilotage automatique, mis en service en septembre 1989, apporte à l'exploitation une amélioration significative mais insuffisante pour absorber l'augmentation constante du trafic.
La création d'un nouvel axe ferroviaire lourd est-ouest à travers Paris apparaît donc indispensable pour délester efficacement le RER A, en particulier sur la section du tronçon central la plus chargée, entre Auber et Gare de Lyon. Malgré cet objectif commun, les deux entreprises de transport que sont la SNCF et la RATP commencent alors à étudier des projets différents.
La SNCF propose premièrement de mettre en œuvre la ligne D du RER interconnectée. Envisagé de longue date, ce projet nécessite la création d'un tunnel dédié entre Châtelet - Les Halles et Gare de Lyon, le tronc commun initialement prévu avec la ligne A n'étant plus envisageable du fait de sa fréquentation. Cette opération doit permettre des circulations du nord au sud-est de l'Île-de-France sans rupture de charge et soulager par conséquent le RER A des passagers en transit.
La SNCF propose surtout le projet EOLE (Est-Ouest Liaison-Express), lequel consiste en la création d'une nouvelle ligne de RER reportant le terminus des trains de banlieue de la gare de l'Est dans une nouvelle gare située dans le quartier de la gare Saint-Lazare. Une correspondance en banlieue avec le RER A, à la gare du Val de Fontenay, doit permettre de drainer une partie du trafic en provenance de la ville nouvelle de Marne-la-Vallée en leur proposant un itinéraire alternatif pour rejoindre les quartiers d'affaires. Dans un second temps, cette nouvelle ligne doit être prolongée vers l'ouest, notamment à La Défense, pour former une nouvelle transversale.
En 1987, la RATP propose de son côté le projet Meteor, rétroacronyme de MÉTro-Est-Ouest-Rapide, qui implique la création d'une nouvelle ligne de métro à petit gabarit reliant le quartier de la porte Maillot (à la limite des 16e et 17e arrondissements) au 13e arrondissement, secteur particulièrement mal desservi en axes lourds malgré son importante population. La ligne doit, outre la désaturation du RER A, permettre d'améliorer la desserte de la rive gauche de la Seine où est projetée une vaste zone d'aménagement concerté dans le quartier de Tolbiac, autour de la nouvelle Bibliothèque nationale de France.
Le premier tracé proposé, dit « Meteor 1 », épouse au maximum le tracé du RER A. Il relie la place de l'Étoile à la porte d'Ivry via le boulevard Haussmann, la gare Saint-Lazare, le quartier des Halles, et la gare de Lyon. Par la suite, la RATP propose « Meteor 2 », un tracé plus éloigné de la ligne A et reliant entre elles les grandes gares parisiennes, mais sensiblement identique au projet EOLE sur une partie de sa longueur. Le nouveau tracé propose de relier la porte Maillot à la station Maison Blanche en passant par la gare Saint-Lazare puis, plus au nord, par la gare du Nord, la gare de l'Est et République avant de rejoindre la gare de Lyon et de traverser les 12e et 13e arrondissements en desservant au passage la station Bercy, la BNF et la ZAC Tolbiac.
Cependant, les deux projets se retrouvent vite en concurrence frontale. En 1989, les pouvoirs publics entérinent la réalisation d'EOLE dont les études sont plus avancées. Mais la RATP ne se satisfait pas de cette solution qui ne double pas le RER A et laisse à l'écart le 13e arrondissement. Reprenant l'étude initiale de 1987, elle décide de proposer un nouveau tracé (« Meteor 1bis »), plus direct et longeant la Seine, afin de ne plus jouer sur la concurrence mais sur la complémentarité. La desserte de la porte Maillot est alors abandonnée pour un terminus fixé à la gare Saint-Lazare, avec en seconde phase ultérieure un prolongement possible au nord-ouest via la place de Clichy, permettant de reprendre la branche Asnières de la ligne 13 et de mettre fin à l'exploitation difficile à deux branches de cette dernière. Au sud de Saint-Lazare, le tracé est modifié et passe dorénavant par les stations Madeleine, Pyramides et Châtelet. Enfin, dans les 12e et 13e arrondissements, le tracé retenu est celui passant par Bercy et la nouvelle Bibliothèque nationale de France, avec une possible extension vers la Cité universitaire de Paris.
Ce nouvel axe, qui longe la ligne A, est particulièrement novateur : les stations de grande hauteur et de 120 mètres de longueur peuvent accueillir des rames de huit voitures et tranchent avec le réseau existant. Les interstations sont longues, contrairement aux autres lignes, permettant une vitesse commerciale élevée de l'ordre de 40 km/h, soit près du double des autres lignes. Enfin et surtout, le matériel est prévu pour fonctionner en automatisme intégral, c'est-à-dire sans conducteur, ce qui constitue une première mondiale pour une ligne principale d'un réseau de métro dans une capitale, mais pas une première en France, le métro automatique de Lille étant ouvert dès 1983.
Même si, en 1975, le directeur général de la RATP déclarait encore : « Il y aura toujours un conducteur à bord des trains, et nous n'entrevoyons d'ailleurs pas, pour l'instant, même à terme, la possibilité de nous en passer », la Régie avait étudié dès les années 1980 la mise en place de l'automatisation intégrale, indépendamment du projet Meteor. Cette solution s'est naturellement imposée pour la nouvelle ligne en raison des fortes fréquences et de la robustesse d'exploitation qu'elle permet, compatibles avec les fortes charges que la ligne est amenée à supporter.
Au vu de l'urgence de la situation, le gouvernement de Michel Rocard adopte les deux projets en conseil des ministres, en octobre 1989. Cependant, les contraintes budgétaires imposent un découpage des projets[réf. nécessaire]. En première étape, EOLE n'est qu'un simple prolongement des trains de la banlieue est jusqu'à une nouvelle gare souterraine dans le quartier Saint-Lazare et MÉTEOR est limité au tronçon central Madeleine - Bibliothèque ; les dessertes de la gare Saint-Lazare au nord-ouest et du cœur du 13e arrondissement au sud-est sont reportées.

### Un chantier de grande ampleur

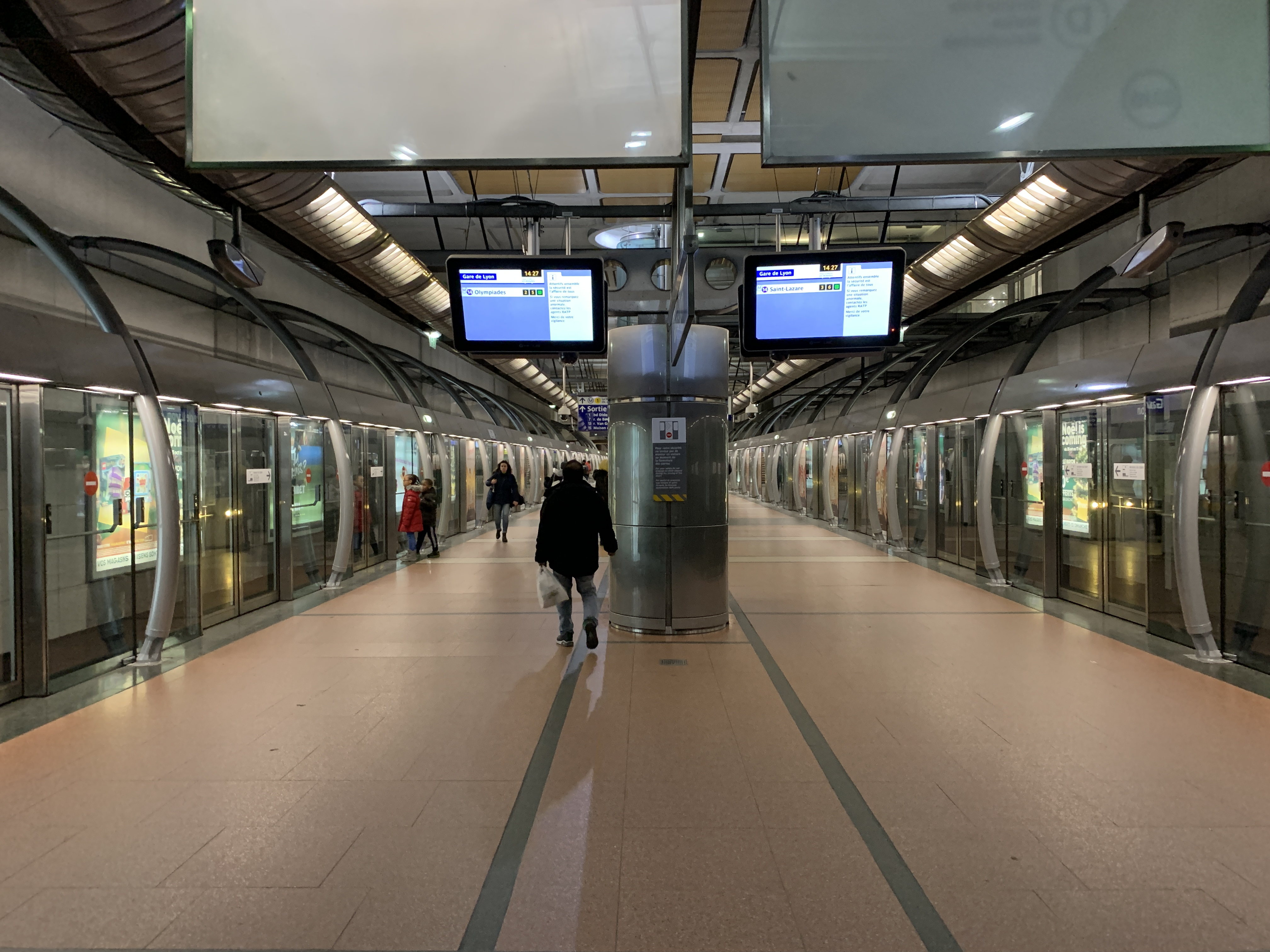
La station Gare de Lyon.

De novembre 1989 à fin 1992, seuls les travaux dits préparatoires sont engagés, c'est-à-dire les puits et galeries de reconnaissance. Les travaux débutent réellement en juillet 1993 avec le baptême du tunnelier Sandrine dans son puits d'attaque à proximité de la Bastille et durent jusqu'au premier semestre de l'année 1995. Le tunnelier mis en service en septembre est une machine de 80 m de longueur dont 11 m pour le seul bouclier, pesant 1 100 t et capable de percer un tunnel de 8,6 m de diamètre. Il fonctionne 24 heures sur 24, cinq jours sur sept. Le tunnel est foré à environ 25 m de profondeur sous la nappe phréatique, à un rythme de 350 m par mois, ce qui constitue un bon rythme, permis par la bonne nature géologique des terrains. Ces derniers sont constitués de calcaire grossier ainsi que de marnes et caillasses. Le tunnel passe sous sept lignes de métro, le collecteur d'égouts Clichy-Capucines, quatre parkings souterrains et au-dessus de deux lignes de RER.
Les travaux débutent avec difficulté, l'approvisionnement du chantier et l'évacuation des déblais à partir du bassin de l'Arsenal se trouvant bloqués une quinzaine de jours par une crue de la Seine. Ce choix de la voie d'eau a été privilégié afin de minimiser la circulation de camions dans Paris. Le tunnelier atteint la future station Pyramides le 17 janvier 1995, puis l'emplacement de la station Madeleine le 15 mars, avant d'être démonté et remonté à la surface par le puits situé boulevard Haussmann durant le mois d'août 1995.
À l'autre extrémité de la ligne, de la gare de Lyon au terminus du quartier de Tolbiac, le tunnel est creusé selon la méthode traditionnelle. Il franchit la Seine en amont du pont de Tolbiac par la méthode des caissons immergés, dont le dernier a été mis en place le 28 septembre 1994.
Le tronçon de la gare de Lyon au bassin de l'Arsenal est réalisé en même temps que les tunnels de la ligne D du RER jusqu'à Châtelet - Les Halles afin de diminuer les coûts. À titre anecdotique, les 816 000 m3 de terrassement du chantier correspondent au double du volume de la tour Montparnasse, tandis que les 9 000 tonnes d'acier nécessaires au béton armé et au soutènement représentent plus de deux fois la masse de la tour Eiffel.
Les voies sont posées entre mars 1995 et mars 1997. La première rame est réceptionnée le 17 mars 1997 et les essais débutent sur la ligne le 26 mai. De nombreux essais de conduite manuelle puis automatique sont ainsi pratiqués en 1997 et 1998, à la suite de ceux réalisés sur la base d'essais de la Petite Ceinture au sud de Paris dès mai 1995.
Les stations sont aménagées entre janvier 1997 et octobre 1998.
La première ligne entièrement automatique du réseau est inaugurée en grande pompe le 14 octobre 1998 en présence du chef de l'État Jacques Chirac, avec un an de retard sur le calendrier prévisionnel. Ce retard n'a donc pas permis de mettre en service la ligne pour la Coupe du monde de football 1998, organisée en France l'été précédent du 10 juin au 12 juillet 1998.
Initialement, le choix de réaliser Météor en même temps qu'EOLE avait été sujet à controverse. Les opposants dénonçaient une ligne de prestige, purement parisienne et ne répondant pas aux besoins des Franciliens, malgré son coût élevé. Ces critiques se taisent cependant rapidement devant le succès de la nouvelle ligne : dès le mois d'octobre 1998, 100 000 voyageurs l'empruntent chaque jour[réf. nécessaire].

### Les premiers prolongements et les incidents d'exploitation

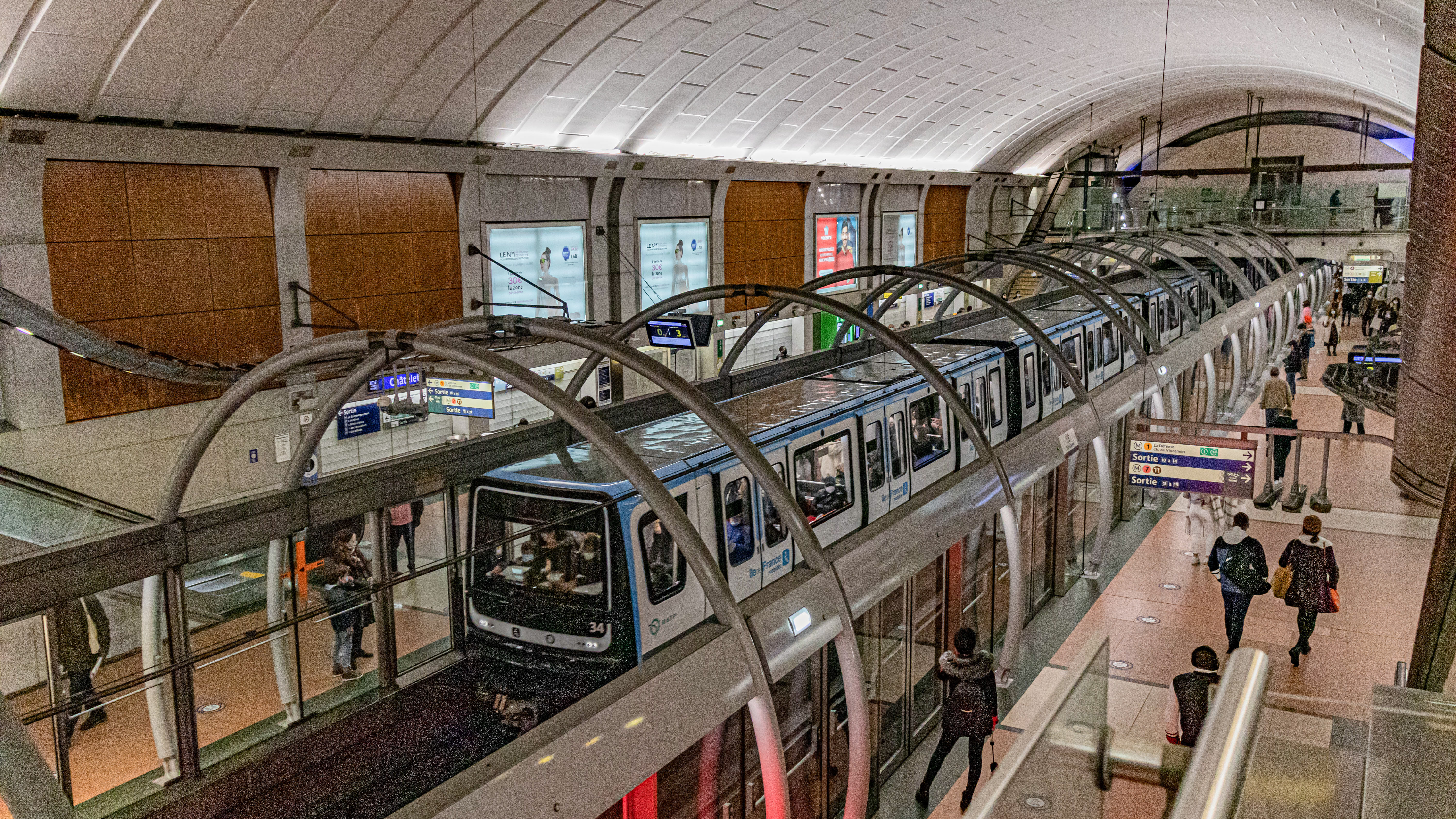
La station Châtelet.

La croissance de la ligne est spectaculaire : le trafic quotidien atteint 240 000 voyageurs quotidiens un jour ouvrable en octobre 2003, après cinq années d'exploitation.
Cette même année, le trafic est interrompu à plusieurs reprises pour ajouter les équipements permettant de gérer le prolongement d'une station au nord de Madeleine à Saint-Lazare.
Ce prolongement, dont les travaux ont débuté dans la foulée de l'inauguration du premier tronçon, est inauguré le 16 décembre 2003. Il conduit à une augmentation soudaine de la fréquentation de 30 %.
Le prolongement, en juin 2007, après de nombreuses péripéties, d'une station au sud de Bibliothèque François-Mitterrand jusqu'à Olympiades a encore augmenté le trafic de la ligne, prolongement, pour lequel, il avait été nécessaire de creuser le tunnel jusqu'aux abords de la station Maison Blanche pour y installer un nouvel atelier de maintenance, l'atelier précédemment utilisé étant quant à lui transformé pour devenir la future station Olympiades. Initialement prévus pour être achevés en 2006, les travaux ont connu un important retard consécutivement à l'effondrement de la cour de l’école maternelle du 11, rue Auguste-Perret, dans la nuit du 14 au 15 février 2003,.
Depuis, le nombre de voyageurs ne cesse d'augmenter : fin 2007, 450 000 personnes empruntent chaque jour la ligne 14.
En dix années d'exploitation, la ligne 14 a ainsi rencontré un franc succès auprès des usagers grâce à sa rapidité et à la qualité de sa desserte. Néanmoins, son fonctionnement automatique n'est pas exempt d'incidents. Si les descentes et les chutes sur les voies sont théoriquement impossibles grâce à la présence de portes palières sur les quais, des incidents électriques et informatiques ont parfois bloqué complètement la ligne. Le 20 septembre 2004, deux rames de la ligne 14 sont bloquées sous tunnel en raison d'une panne de signalisation. Le 22 décembre 2006, des voyageurs restent prisonniers des rames en tunnel pendant une heure et demie à cause d'un incident affectant l'alimentation électrique de la ligne, associé à une panne mécanique. Le 21 mars 2007, une rame tombe en panne informatique, ce qui provoque l'interruption de la circulation entre les stations Gare de Lyon et Bibliothèque François-Mitterrand.
Lors de son conseil d'administration du 7 décembre 2011, le STIF a approuvé le Schéma de principe relatif à l’adaptation des stations de la ligne pour leur permettre d’accueillir des navettes automatiques composées de huit voitures contre six à l'époque, anticipant ainsi la hausse de la fréquentation régulière du trafic de la ligne, ainsi que celle résultant des prolongements à Mairie de Saint-Ouen, afin de désaturer la ligne 13, dont l'enquête publique se déroulera début 2012 et, au-delà, au nord vers Pleyel, et au sud vers l'aéroport d'Orly, dans le cadre du projet Grand Paris Express.

### Saint-Lazare - Mairie de Saint-Ouen

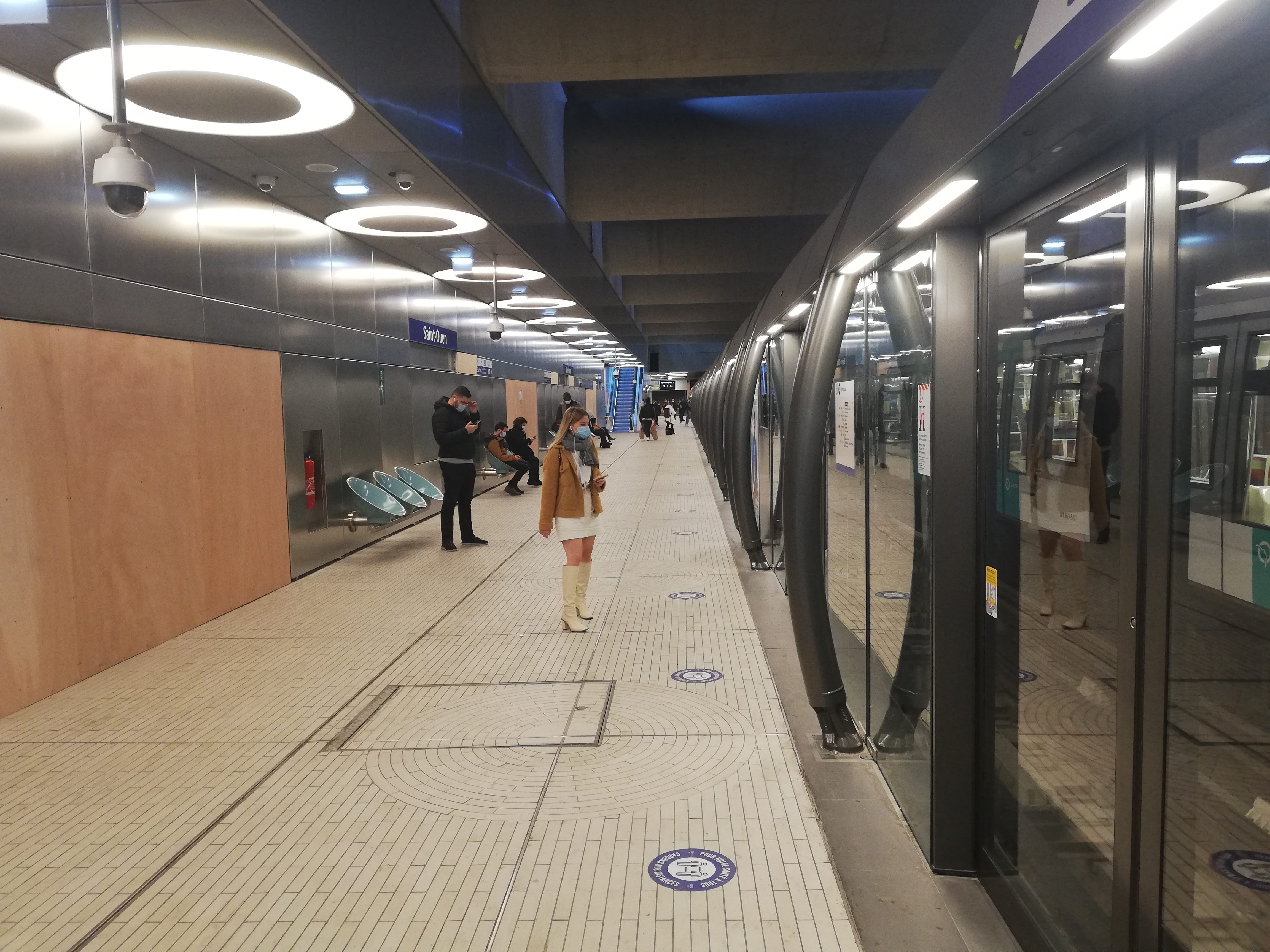
Quai du métro à Saint-Ouen.

Il était envisagé depuis les origines que la ligne 14 soit prolongée au-delà de Saint-Lazare pour reprendre une des branches de la ligne 13, mettant fin à l'exploitation en fourche pénalisante pour l'exploitation. Jusqu'en 2007, il était plutôt question de reprendre la branche Asnières-Gennevilliers, les études montrant que cette branche coûterait moins cher à automatiser, du fait de ses stations plus récentes et de sa branche moins longue. La ligne 14 aurait réutilisé la ligne existante à partir de Brochant, une nouvelle station étant construite à Place de Clichy en correspondance avec les lignes 2 et 13.
L'idée refait surface en 2007 dans le cadre du débat sur la désaturation de la ligne 13. La « météorisation » de l'une des branches est mise en balance avec la création d'une ligne 13 bis autonome prolongée à Saint-Lazare, ou bien le prolongement de la ligne 4 à Mairie de Saint-Ouen, envisagé à l'horizon 2015-2016 selon le projet de schéma directeur de la région Île-de-France (SDRIF) adopté par le Conseil régional d'Île-de-France le 25 septembre 2008.
Cependant, l'étude du Syndicat des transports d'Île-de-France (STIF) d'octobre 2007 relative à la désaturation de la ligne 13 contredit les options envisagées jusque-là. La « météorisation » d'une branche nécessiterait en effet des travaux contraignants d'automatisation, de pneumatisation et d'allongement des quais afin de la mettre aux standards de la ligne 14, le tout sans suspendre l'exploitation. C'est aussi la solution la plus coûteuse. L'étude préconise par conséquent un prolongement indépendant de la ligne 14 de 5,9 km, croisant tout d'abord la branche Gennevilliers de la ligne 13 à Porte de Clichy puis la branche Saint-Denis de cette même ligne à Mairie de Saint-Ouen,.
Toutefois, les élus locaux ont contesté le fait que le prolongement ne comporterait que les deux stations assurant le maillage avec la ligne 13, en ne desservant pas les quartiers traversés, notamment les Batignolles (où se situe la gare de Pont-Cardinet), alors en pleine réhabilitation et mal desservis. Par ailleurs, il ne permettrait pas d’accroître la fréquence des trains sur les deux branches de la ligne 13, et par conséquent, de désaturer durablement cette ligne.

La ligne 14 dans le réseau Grand Paris Express.

Carte des projets de prolongements allant de Saint-Denis - Pleyel jusqu'à l'aéroport d'Orly (2013).

Le 8 avril 2009, le STIF vote le prolongement définitif de la ligne 14 au nord. Celui-ci desservira ainsi la station Porte de Clichy (correspondance avec la ligne 13 et le RER C), une nouvelle station Clichy - Saint-Ouen en correspondance avec le RER C à la gare de Saint-Ouen, et la station Mairie de Saint-Ouen (correspondance avec la ligne 13 du métro). Il est également prévu de réserver un emplacement pour une possible future station Rome, en correspondance avec la ligne 2. Ce prolongement, d'une longueur de 5,2 km et d'environ huit minutes, devrait permettre de diminuer la fréquentation de la partie nord de la ligne 13 d'environ 25 %,.
Le 2 septembre 2009, la commission nationale du débat public, saisie par le STIF le 7 juillet 2009, rend son avis concernant le prolongement de la ligne 14 à Mairie de Saint-Ouen. Elle conseille alors la concertation au maître d'ouvrage, jugeant qu'un débat public n'est pas nécessaire. Cette concertation s'est déroulée du 11 janvier au 12 février 2010. De nombreux contributeurs réclament une station de la ligne 14 au niveau de la gare de Pont-Cardinet, ce qui amène le responsable du STIF à indiquer qu'il proposera au conseil du STIF d'étudier cette réalisation. Des spécialistes des transports pointent en 2010 l'intérêt de créer des liaisons directes entre Pont-Cardinet et La Défense afin de contribuer à désaturer la ligne 13.
Le 7 juillet 2010, le STIF approuve le principe de la désaturation de la ligne 13 et demande, dans le cadre du prolongement à Mairie de Saint-Ouen, la réalisation d'études complémentaires pour mesurer la nécessité de réaliser une quatrième station, en correspondance, soit avec la station de métro Rome, soit avec la gare de Pont-Cardinet,.
Dans le cadre du projet de Grand Paris annoncé le 29 avril 2009 par le président de la République Nicolas Sarkozy et conçu par le secrétaire d'État chargé du Développement de la région capitale, Christian Blanc, il est prévu d'intégrer la ligne 14 à un « Réseau primaire » de 130 kilomètres de métro entièrement automatique à construire, et de la prolonger, dès la phase I, vers Saint-Denis (Pleyel) puis vers Roissy via Le Bourget. Un débat public sur ce projet se déroule du 30 septembre 2010 au 31 janvier 2011.
Dans le dossier du maître d'ouvrage du débat public sur le réseau de transport public du Grand Paris, un schéma d'une ligne 14 prolongée au nord vers Roissy et au sud vers Orly est présenté. En décembre 2010, l'Atelier parisien d'urbanisme (APUR) publie une étude analysant le rôle de la future ligne 14 prolongée au nord et au sud vers les aéroports internationaux. Il estime que cette ligne risque d'être saturée dès sa mise en service, à l’horizon 2023, en particulier en raison de l'attraction qu'elle pourrait avoir sur l'établissement de bureaux et d'immeubles résidentiels sur son tracé. L'atelier préconise en conséquence de prolonger la ligne 14 uniquement jusqu'à Pleyel au nord, et Villejuif au sud, et d'employer d'autres moyens pour rejoindre les aéroports. La Société du Grand Paris (SGP) reconnaît le risque de saturation à terme, mais estime que l'amélioration programmée des lignes A et B du RER, ainsi que le prolongement de la ligne E du RER à l'ouest, suffiront à éviter cette saturation, une ligne automatique reliant les deux aéroports étant, selon elle, indispensable,.
À la suite du débat public et de la reprise en main au gouvernement par Maurice Leroy, le prolongement de la ligne 14 jusqu'à Roissy, défendu par la RATP, est abandonné dans le projet acté par le Conseil d'administration de la Société du Grand Paris le 26 mai 2011 au profit d'un terminus à Pleyel, avec deux autres lignes du réseau Grand Paris Express, le STIF étant chargé de la maîtrise d’ouvrage jusqu'à Mairie de Saint-Ouen (incluant la validation de la station Pont Cardinet) et la SGP de celle-ci jusqu'à Pleyel.
Du 16 janvier au 17 février 2012 a lieu l'enquête publique du prolongement de la ligne 14 à la mairie de Saint-Ouen. Le STIF et la RATP prévoient toujours une ouverture de ce prolongement durant l'année 2017. Le 23 avril 2012, la commission d'enquête publique donne un avis favorable sans réserve pour le prolongement. Toutefois, elle émet huit recommandations parmi lesquelles celle de créer une station Rome pour permettre la correspondance avec la ligne 2. Le STIF modifie alors ses plans pour indiquer la station comme réservée. Toutefois la correspondance à la station Rome posant des difficultés de construction difficilement surmontables, cette option est abandonnée au profit d'une correspondance à Pont-Cardinet qui offre des possibilités de correspondance directes avec le secteur de La Défense.
En juillet 2012, le Conseil du STIF déclare l'intérêt général du projet, avec un objectif de début des travaux à la fin de 2013 et de mise en service à l'horizon 2017,.
Un arrêté interpréfectoral des préfectures de Seine-Saint-Denis, des Hauts-de-Seine et de Paris en date du 4 octobre 2012 a déclaré d’utilité publique le prolongement de la ligne 14 jusqu'à Mairie de Saint-Ouen. Les travaux commencent au début de l'année 2014. La réalisation du tronçon entre les stations Pont Cardinet et Porte de Clichy, comprenant un tunnel de 3,6 km, est confiée au groupement Eiffage TP/Razel-Bec. La réalisation du tronçon entre les stations Clichy - Saint-Ouen et Pleyel, comprenant un tunnel de 2,2 km et la réalisation de la station Mairie de Saint-Ouen, est confiée au groupement Bouygues TP, Solétanche Bachy France, Solétanche Bachy tunnel et CSM Bessac.
Le 11 juin 2014, le préfet de la région Île-de-France, Jean Daubigny, en présence de diverses personnalités, lance officiellement les travaux du prolongement de la ligne 14 entre les stations Saint-Lazare et Mairie de Saint-Ouen[source insuffisante].

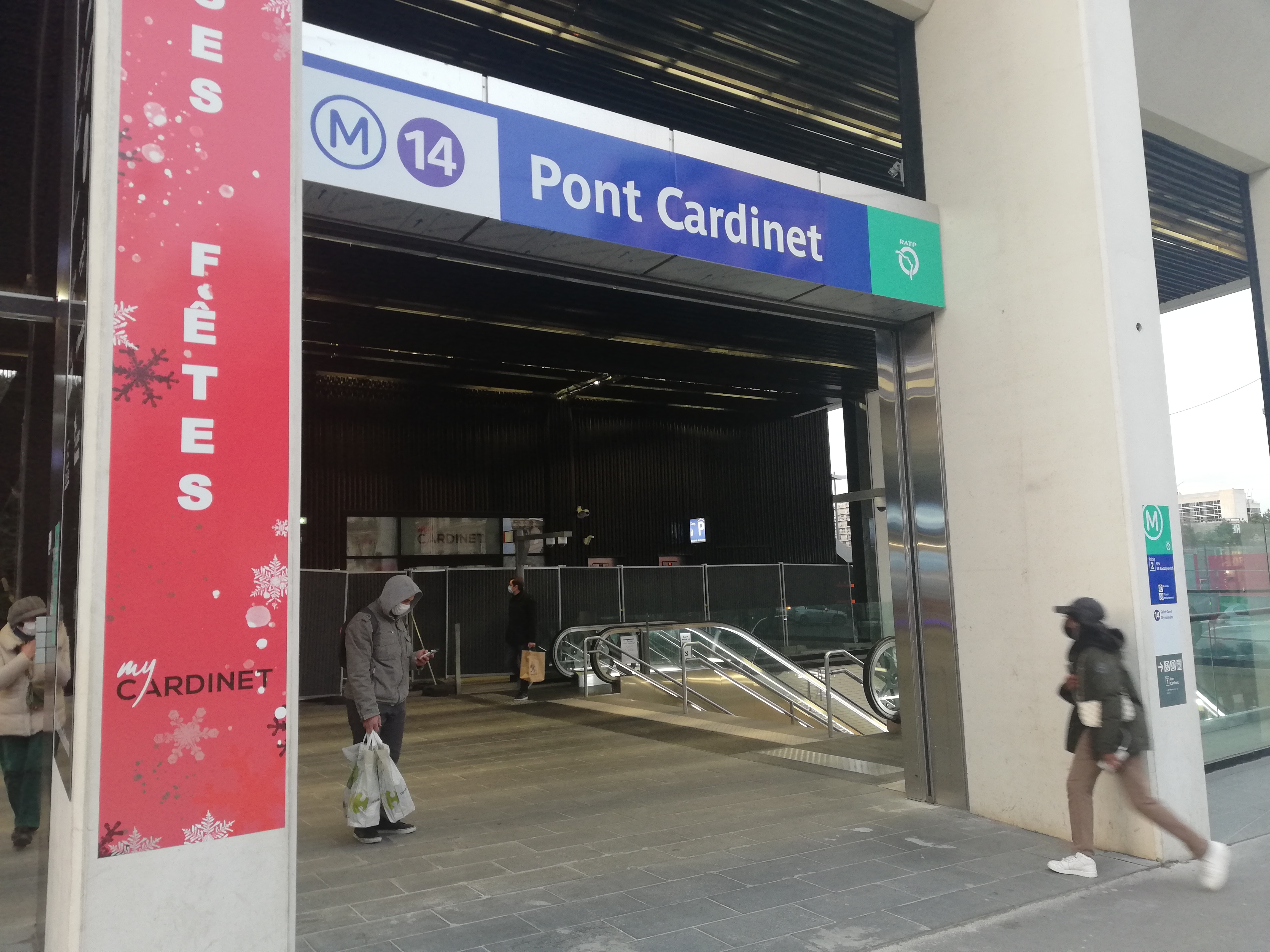
Entrée de Pont Cardinet en décembre 2020.

Les deux tunneliers Magaly et Solenne commencent à creuser le tunnel du prolongement début 2016. Au 22 juin 2016, près de 2,2 km sont creusés au total par les deux tunneliers. Le tunnelier Magaly arrive au bout de son premier tronçon, en arrière-gare de l’actuelle station Saint-Lazare de la ligne 14, au début du mois de mai 2016. Le tunnelier Solenne devait achever son premier tronçon au cours de l'été 2016 en direction de la station Mairie de Saint-Ouen. En août 2016, le tunnelier Magaly, rebaptisé Yolène, est déployé à nouveau à partir de Pont Cardinet pour creuser le prolongement vers les stations Porte de Clichy puis Clichy – Saint-Ouen. Cette opération devait prendre fin au cours du printemps 2017. Quant au tunnelier Solenne, il est chargé de creuser la voie de garage vers le site de maintenance et de remisage à partir de l'ouvrage Glarner,. En raison de deux inondations dues à la nappe phréatique en juin et en décembre 2016, les travaux sont interrompus 14 mois ce qui ne permet plus d'envisager une mise en service avant la fin de l'été 2020 et non en 2017 comme prévu initialement ni en 2019, alors que la ligne devrait être encore plus sollicitée par l'arrivée dans ce secteur du tribunal judiciaire de Paris et du conseil régional. Le creusement de cette section par les tunneliers « Solenne » et « Yolène » s'achève finalement début mai 2018.
Initialement prévu pour 2017, le prolongement est finalement inauguré et mis en service le 14 décembre 2020,. Les stations Pont Cardinet, Saint-Ouen et Mairie de Saint-Ouen sont mises en service à cette occasion. La station Porte de Clichy est ouverte au public le 28 janvier 2021.
Le prolongement permet de diminuer de 20 à 25 % le nombre de voyageurs sur les branches nord de la ligne 13.
Le 24 mars 2023 marque le dernier jour de circulation des MP 89 CA sur la ligne 14, qui perd son matériel roulant d'origine,. Le 13 avril 2023, la 35e rame MP 14 est mise en service et permet d'exploiter entièrement la ligne avec des rames à huit voitures ; deux MP 05 sont conservées jusqu'en août et octobre 2023 en réserve ou en remplacement de rames utilisées pour les essais du prolongement de la ligne 14.

### Nouveaux prolongements
Le 27 mai 2009, le STIF décide de plusieurs mesures dans le cadre du Grand Paris Express et pour désengorger la ligne 13.
Depuis juin 2009, l'hyperpointe du trafic est renforcée par une 19e rame par optimisation de la maintenance et la vitesse maximale relevée de 70 km/h à 80 km/h là où cela est possible, afin de faire face à l'accroissement du trafic dans l'attente de quatre nouvelles rames annoncées pour 2012. Les quatre rames MP 05 complémentaires prévues sont repoussées à 2014.
À l'horizon 2020, il est alors prévue d'exploiter avec des rames de huit voitures, et prolongée au nord. Une concertation a eu lieu du 21 juin au 13 juillet 2012 sur les aménagements dans les neuf stations existantes, en prévision de l'extension de la ligne au nord et au sud. Une enquête publique s'est tenue du 17 octobre au 22 novembre 2013,.

Plan de la ligne en 2024.

Les différents prolongements de la ligne 14 sont mis en service aux dates suivantes :
- le 24 juin 2024[1], pour le tronçon nord de Mairie de Saint-Ouen à Saint-Denis Pleyel[79] ; ainsi que pour le tronçon sud jusqu'à Aéroport d’Orly[80], alors que la mise en service avait été précédemment annoncée pour 2023 sur le tronçon d’Olympiades à Villejuif - Gustave Roussy et en 2027 sur le tronçon de Villejuif - Gustave Roussy à Aéroport d’Orly[81].

### Prolongement au nord Mairie de Saint-Ouen - Saint-Denis Pleyel
Le 18 juillet 2013, la Société du Grand Paris informe la Commission nationale du débat public (CNDP) des modalités de la concertation qu'elle compte mettre en œuvre sur le tronçon de Noisy - Champs à Saint-Denis Pleyel et Mairie de Saint-Ouen du réseau de transport du Grand Paris ; Henri Watissée est nommé par la CNDP garant de cette concertation. Celle-ci se déroule du 18 novembre au 18 décembre 2013. L'objectif de mise en service de la section de Saint-Denis Pleyel à Mairie de Saint-Ouen est 2024. Le dossier d’enquête publique du projet est transmis le 7 mars 2014, à l’Autorité environnementale. L'enquête publique se déroule du 13 octobre au 24 novembre 2014. La commission d'enquête remet, le 9 février 2015, un avis favorable unanime. La construction de la ligne est déclarée d'utilité publique le 28 décembre 2015.
Le tunnelier Valérie, a creusé de mars 2020 à avril 2021 (à raison de 10 à 12 m par jour) le prolongement (y compris l'arrière-gare de Saint-Denis Pleyel) sur un parcours de 1,7 km entre le puits d'entrée Mandela à proximité de la gare de La Plaine - Stade de France et l'ouvrage Cachin à Saint-Ouen. Une fête, « KM7 : Nuit sur le chantier », est organisée autour du tunnelier Valérie le 12 octobre 2019. Les travaux de génie civil de cette section de la ligne 14 ont été attribués à un groupement constitué d’Eiffage Génie Civil, en qualité de mandataire et de Razel Bec, Eiffage Rail, TSO et TSO Caténaires en tant que cotraitants.
Le tunnelier Valérie a terminé sa course le 15 avril 2021 à l'ouvrage Cachin. Il sera transféré au puits de départ Mandela afin d'être démonté et de repartir.[pas clair]
L'impératif de mise en service de la ligne prolongée au nord et au sud d'ici l'été 2024 nécessite une grande attention pour sécuriser les approvisionnements et impose de nombreuses interruptions de service, en particulier durant les congés scolaires afin de mener à bien la modernisation de la ligne, dont la mise en service commerciale le 26 février 2024 du nouveau système d'exploitation, la livraison des nouvelles stations et le rodage des nouvelles rames, même si seulement 45 sur 72 seront disponibles au moment des JOP.

### Prolongement au sud

#### Vers l'aéroport d'Orly
La ligne est étendue jusqu'à l'aéroport d'Orly en 2024, avec création de sept nouvelles stations. Ultérieurement, elle devrait être en correspondance avec les futures lignes 15 et 18.
Le projet initial prévoyait une extension réutilisant les emprises de la Petite Ceinture jusqu'à la cité universitaire de Paris, en correspondance avec la ligne B du RER. Mais le conseil régional d'Île-de-France souhaite durant les années 1990 la reprise par la ligne 14 de la branche Villejuif de la ligne 7 à partir de la station Maison Blanche. Prolongée, elle permettrait une desserte directe de l'aéroport d'Orly, en métro depuis Paris. Cependant, ce projet devient rapidement très hypothétique compte tenu du projet concurrent et bien plus économique d'une ligne de tramway en site propre entre Villejuif et Athis-Mons en passant par Orly.
En 2007, le Conseil de Paris prend une délibération en vue d'acter l'importance du prolongement de la ligne 14 à Maison Blanche en 2020. Pour sa part, le Schéma directeur de la région Île-de-France (SDRIF), adopté par délibération du conseil régional d'Île-de-France le 25 septembre 2008 situe ce prolongement en phase 3 (2021 à 2027).
Dans le cadre du projet de « Réseau de transport public du Grand Paris », la ligne 14 devrait être prolongée au Sud jusqu'à Villejuif en phase I, puis en phase II de Villejuif à l'aéroport d'Orly, reprenant le projet de 1990, sans reprise de la branche de la ligne 7. Le tracé et les stations alors envisagées ne remettent pas en cause la création de la ligne 7 du tramway francilien, dont le tracé se situe plus à l'est. En revanche, avec ce nouveau tracé, la correspondance à la station Maison Blanche est à ce moment omise.
En juin 2010, les élus des villes de Villejuif, du Kremlin-Bicêtre, d'Arcueil, de Chevilly-Larue, de Thiais et de Rungis se sont réunis pour discuter du prolongement de la ligne 14 dans le cadre du Grand Paris. Forts de constater la création de deux stations dans le cadre du projet (Gustave-Roussy à Villejuif et Aéroport d'Orly), les élus du secteur proposent, avec le soutien du conseil régional, la création de quatre nouvelles stations en complément des deux citées précédemment suivant un axe médian entre l'autoroute A6 et la route nationale 7.
Une variante du tracé dans le 13e arrondissement avec une station à la place de Rungis est envisagée, mais elle est finalement écartée au profit d'un tracé plus direct, avec une station à Maison Blanche en correspondance avec la ligne 7 .
Durant le débat public du réseau du Grand Paris du 30 septembre 2010 au 31 janvier 2011, les élus locaux du Val-de-Marne proposent un nouveau tracé plus étudié qu'en juin 2010. Finalement, le prolongement au sud fera partie intégrante du Grand Paris Express — sous maîtrise d'ouvrage de la Société du Grand Paris — et les stations retenues, le 26 mai 2011, par le Conseil d'administration de la Société du Grand Paris, sont les suivantes, :
Le 2 avril 2014, la Société du Grand Paris informe la Commission nationale du débat public (CNDP) des modalités de la concertation qu'elle compte mettre en œuvre sur le tronçon entre Olympiades et Aéroport d'Orly du réseau de transport du Grand Paris ; Pierre-Gérard Merlette est nommé par la CNDP garant de cette concertation. La concertation se déroule du 3 juin au 1er juillet 2014. L'enquête publique a lieu du 1er juin au 9 juillet 2015. La déclaration d'utilité publique est prononcée le 27 juillet 2016. La maîtrise d'œuvre du prolongement est confiée en juin 2015 à Setec TPI et Systra.
Selon les études de la société du Grand Paris, la nouvelle liaison entre Olympiades et Orly sera réalisée en 16 minutes, contre 43 minutes en septembre 2014 via la ligne B du RER et la ligne Orlyval. À terme, la gare métro d'Orly devrait voir sa fréquentation quotidienne atteindre 95 000 voyageurs.
Le 24 juin 2024, le prolongement au Sud de la ligne 14 du métro parisien est inauguré en présence du Président Emmanuel Macron.
La station Villejuif - Gustave Roussy est ouverte avec plusieurs mois de décalage sur le reste du prolongement à Orly le 18 janvier 2025,.

#### Travaux
Les travaux préparatoires, sous maîtrise d'œuvre de la RATP, débutent en juin 2016 en commençant par la construction d'un puits d’essai au Kremlin-Bicêtre afin de connaître la nature des sols. Trois tunneliers seront utilisés pour creuser cette section. Les quatre lots de génie civil, hors site de maintenance et de remisage (SMR) de Morangis, sont attribués à :
- d'Olympiades à Maison Blanche : Léon Grosse / Soletanche Bachy France ;
- de Maison Blanche au puits Jean-Prouvé : Dodin Campenon-Bernard / Vinci Construction France / Vinci Construction Grands Projets / Spie Batignolles TPCI / Spie Fondations / Botte Fondations ;
- du puits Jean-Prouvé à Thiais - Orly : Razel-Bec / Eiffage Genie Civil / SEFI-Intrafor / Eiffage Fondations / ICOP ;
- de Thiais - Orly au SMR de Morangis : NGE / Salini.

Le SMR de Morangis est quant à lui construit par Chantiers Modernes Construction, filiale de Vinci.
Douze ouvrages de service sont également construits, tous les 800m environ, afin de permettre l’évacuation des passagers des rames de métro en cas d’incident. Ces ouvrages de service servent également de puits d’aération au tunnel, sont des postes de force permettant l’alimentation électrique du tunnel et servent aussi de puits d’épuisement permettant de collecter les eaux d’infiltration pour les rejeter aux réseaux d’assainissement local.
En novembre 2018, un surcoût de 500 millions d'euros pour le prolongement vers Orly est annoncé.
Les travaux de pose des voies débutent début 2021, par le groupement Eurovia et Colas Rail.
En décembre 2020, l'association des usagers des Transports signale que la station Villejuif - Gustave Roussy ne devrait pas être mise en service à l'ouverture de la ligne.
Le creusement du tunnel (entre Maison-Blanche et Orly) est achevé en mars 2021. La pose des rails est terminée le 11 janvier 2023.
Une première mise sous tension des équipements de la station d’Aéroport d’Orly est mise en place fin mars 2023.
Les essais débutent en avril 2023 afin de vérifier les performances des navettes MP 14 CA dans le cadre de l'ouverture du prolongement prévu pour le 24 juin 2024.

#### Tunneliers de la ligne 14 sud
Entre juin 2019 et mars 2021, trois tunneliers sont utilisés pour creuser 14 kilomètres de tronçons de la ligne 14 sud. Parmi ces tunneliers figure le tunnelier Yolène — anciennement Magaly, déjà utilisé au nord de Saint-Lazare — et qui est rebaptisé avec un troisième nom : Claire.
| Numéro | Nom de baptême | Point d'entrée                      | Date            | Point de sortie                     | Date              | Distance (km) | Commentaires        |
| ------ | -------------- | ----------------------------------- | --------------- | ----------------------------------- | ----------------- | ------------- | ------------------- |
| 1      | Claire         | Thiais - Orly (Thiais)              | 5 juin 2019     | Puits Jean-Prouvé (L'Haÿ-les-Roses) | 10 décembre 2020  | 4,5           | Creusement terminé  |
| 2      | Koumba         | Puits Morangis                      | 28 juin 2019    | Thiais - Orly                       | 17 septembre 2020 | 4,5           | Creusement terminé. |
| 3      | Allison        | Puits Jean-Prouvé (L'Haÿ-les-Roses) | 18 juillet 2019 | Maison Blanche                      | 3 mars 2021       | 4,8           | Creusement terminé. |

### L'impact de la ligne 14

Le nouveau tribunal de Paris, à proximité de la station Porte de Clichy.

L'expérience de la conduite automatique et des portes palières a inspiré plusieurs embryons de projets.
En 1998, la RATP projetait l'automatisation de la conduite de plusieurs lignes à l'horizon 2050 malgré le coût élevé de l'opération. À partir de 2007, l'automatisation de la ligne 1 a été réalisée : les premières navettes automatiques sont entrées en service commercial le 3 novembre 2011 et, après une période transitoire, la ligne est exploitée en mode automatique intégral depuis le 22 décembre 2012.
La généralisation de l'installation de portes palières pour gérer les flux de passagers a également été envisagée, malgré son coût également élevé. En janvier 2004, des essais de signalétique au sol pour matérialiser les espaces d'ouverture des portes ont été tentés sur la ligne 13 à la station Saint-Lazare. Plusieurs modèles de portes palières basses ont ensuite été testés pendant l'année 2006 et le constructeur Kaba a été sélectionné. Après les tests, les portes palières ont été installées en priorité dans certaines stations de la ligne 13, puis sur l'ensemble de la ligne 1 préalablement à son automatisation.

## Tracé et stations

### Tracé
Long de 30 km, le tracé de la ligne 14 débute à la station Saint-Denis Pleyel dans le quartier Pleyel en pleine mutation. Puis le tunnel rejoint le boulevard Jean-Jaurès à Saint-Ouen en direction du sud-ouest où elle dessert la station Mairie de Saint-Ouen située à l'intersection formée par le boulevard Jean-Jaurès. Le tunnel suit le boulevard Victor-Hugo en direction du sud-ouest, dépasse la voie de raccordement à l'atelier des Docks de Saint-Ouen et marque un arrêt à la station Saint-Ouen, en correspondance avec le RER C. La ligne continue en ligne droite puis bifurque vers le sud pour se positionner parallèlement à la ligne 13, passe en dessous de celle-ci et dessert la station Porte de Clichy, ouverte le 28 janvier 2021,, située sous la boucle de retournement de la station de la ligne 13. Le tracé se poursuit toujours vers le sud, repasse une nouvelle fois sous le tunnel de la ligne 13 et sous celui du RER C, décrit une courbe vers le sud, traversant en souterrain le parc Martin-Luther-King et parvient à la station Pont Cardinet, à l'angle entre la rue Cardinet et le parc Martin-Luther-King. La ligne se dirige sous le square des Batignolles en direction du sud-est et en tréfonds d'immeubles, franchit en profondeur la station Rome de la ligne 2 puis décrit une courbe pour franchir par-dessous la station Liège de la ligne 13 puis, sous la rue d'Amsterdam, parvient à Saint-Lazare, devenue une station de passage.
Après avoir desservi cette station, la ligne passe sous les lignes 3 et 13 puis se dirige en pente vers le sud, en tréfonds d'immeubles, sous les tunnels de la ligne A du RER et de la ligne 9 du métro. Elle s'incurve vers l'est et passe sous la ligne 12 avant de desservir avec un profil en plan la station Madeleine située au nord de l'église éponyme, sous l'étroite rue de Sèze et les immeubles qui la bordent. Le tracé plonge ensuite par une rampe de 40 ‰ sous la ligne 8 établie sous les boulevards de la Madeleine et des Capucines, puis se poursuit vers l'est toujours en tréfonds d'immeubles. Il remonte par une rampe de 45 ‰ pour desservir la station Pyramides, édifiée à faible profondeur sous l'avenue de l'Opéra. La ligne se poursuit vers l'est par une courbe de 653 m de rayon, puis une contre-courbe de 570 m prenant la forme d'une cuvette pour passer sous un important parc de stationnement souterrain à plusieurs niveaux et dessert la station Châtelet. La station se situe en tréfonds d'immeubles dans l'angle formé par les rues de Rivoli et des Halles.
Le tracé continue en direction de l'est, dans un environnement particulièrement complexe au cœur même de Paris. La ligne se rapproche de la Seine, passe sous la ligne 1 puis la ligne 4, sous le terminus et les garages de la ligne 11, au-dessus des deux tunnels monotubes de la ligne B du RER, et enfin, deux fois sous la ligne 7 du métro. Le tunnel de la ligne 14 se situe alors entre la ligne 7 au sud, et le tunnel sud de la ligne D du RER au nord. Il repasse une nouvelle fois sous celui de la ligne 7, pourtant quasi parallèle, et franchit la ligne 5 et le canal Saint-Martin avant de remonter au-dessus du tunnel sud de la ligne A du RER. La ligne 14 aborde alors le complexe de la gare de Lyon en compagnie des tunnels de la ligne D du RER, et atteint la station Gare de Lyon établie sous la rue de Bercy, dans le faible espace situé entre la gare souterraine et l'immeuble de la RATP, dont on aperçoit le sous-sol aménagé en jardin exotique, ce qui explique son quai central.
Le tracé se poursuit en direction du sud-est et à faible profondeur jusqu'à la station Bercy, qui a pour particularité de posséder l'unique raccordement de la ligne au reste du réseau, par une jonction à voie unique avec la ligne 6. Après la station Bercy, la ligne plonge par une rampe de 41,66 ‰ sous les emprises de la gare de Bercy, puis s'incurve franchement vers le sud-ouest, en tréfonds d'immeubles, tout en remontant par une forte rampe de 50 ‰ pour desservir la station Cour Saint-Émilion. Le tracé plonge alors en pente de 28 ‰ sous la Seine, puis remonte sur la rive gauche par une rampe de 40 ‰ pour desservir la station Bibliothèque François-Mitterrand, située sous les voies ferrées du RER C. La ligne 14 se poursuit vers l'ouest et remonte jusqu'à la station Olympiades. Le tracé s'incurve ensuite vers le sud avant d'atteindre la station Maison Blanche où se trouvait en amont, avant le prolongement, un atelier d'entretien et passe sous les voies de la ligne 7.
Puis la ligne sort de Paris, toujours en souterrain et bifurque vers l'ouest pour longer l'autoroute A6b, en tunnel sous la rue Gabriel-Péri pour desservir la station Hôpital Bicêtre à l'ouest de l'hôpital du même nom puis continue vers le sud pour desservir la station Villejuif - Gustave Roussy. La ligne continue vers le sud puis le sud-est pour desservir L'Haÿ-les-Roses puis suit la route départementale 7 en la longeant par l'ouest un court moment pour desservir la station Chevilly-Larue. La ligne suit ensuite cette même route côté est pour desservir la station Thiais - Orly en correspondance avec le RER C en passant sous les voies ferrées de ce dernier puis bifurque vers l'ouest en direction de son terminus Aéroport d'Orly sis au niveau du terminal 3 de l'aéroport de Paris-Orly et non loin de la station Orly 1, 2, 3 de l'Orlyval. Le tunnel continue sous les pistes de l'aéroport pour rejoindre les ateliers de Morangis situé entre le sud de l'aéroport et la route départementale 118.

### Liste des stations
La ligne dessert les stations suivantes, du nord au sud :
|  |   |  | Stations                                  | Coordonnées                 | Communes                        | Correspondances                                                                 |
|  | - |  | ----------------------------------------- | --------------------------- | ------------------------------- | ------------------------------------------------------------------------------- |
|  | ■ |  | Saint-Denis Pleyel                        | 48° 55′ 03″ N, 2° 20′ 48″ E | Saint-Denis                     | (Carrefour Pleyel) (Stade de France - Saint-Denis)                              |
|  | • |  | Mairie de Saint-Ouen Région Île-de-France | 48° 54′ 42″ N, 2° 20′ 02″ E | Saint-Ouen-sur-Seine            | (M) · (13)                                                                      |
|  | • |  | Saint-Ouen                                | 48° 54′ 16″ N, 2° 19′ 19″ E | Saint-Ouen-sur-Seine, Clichy    | (RER) · (C)                                                                     |
|  | • |  | Porte de Clichy Tribunal de Paris         | 48° 53′ 40″ N, 2° 18′ 49″ E | 17e                             | (M) · (13) · (T) · (3b) · (RER) · (C)                                           |
|  | • |  | Pont Cardinet                             | 48° 53′ 22″ N, 2° 18′ 55″ E | 17e                             | Transilien · Ligne L du Transilien                                              |
|  | • |  | Saint-Lazare                              | 48° 52′ 32″ N, 2° 19′ 34″ E | 8e                              | (Saint-Augustin) (Haussmann - Saint-Lazare) Grandes lignes (Paris-Saint-Lazare) |
|  | • |  | Madeleine                                 | 48° 52′ 12″ N, 2° 19′ 31″ E | 8e                              | (M) · (8) · (12)                                                                |
|  | • |  | Pyramides                                 | 48° 52′ 01″ N, 2° 20′ 01″ E | 1er                             | (M) · (7)                                                                       |
|  | • |  | Châtelet                                  | 48° 51′ 31″ N, 2° 20′ 50″ E | 1er, 4e                         | (Châtelet - Les Halles)                                                         |
|  | • |  | Gare de Lyon                              | 48° 50′ 41″ N, 2° 22′ 27″ E | 12e                             | Grandes lignes (Paris-Gare-de-Lyon)                                             |
|  | • |  | Bercy                                     | 48° 50′ 26″ N, 2° 22′ 46″ E | 12e                             | Grandes lignes (Paris-Bercy-Bourgogne-Pays d'Auvergne)                          |
|  | • |  | Cour Saint-Émilion                        | 48° 50′ 01″ N, 2° 23′ 15″ E | 12e                             |                                                                                 |
|  | • |  | Bibliothèque François-Mitterrand          | 48° 49′ 47″ N, 2° 22′ 34″ E | 13e                             | (Avenue de France, par la voie publique)                                        |
|  | • |  | Olympiades                                | 48° 49′ 37″ N, 2° 22′ 02″ E | 13e                             |                                                                                 |
|  | • |  | Maison Blanche                            | 48° 49′ 20″ N, 2° 21′ 31″ E | 13e                             | (à distance, à Porte d'Italie)                                                  |
|  | • |  | Hôpital Bicêtre                           | 48° 48′ 35″ N, 2° 20′ 59″ E | Le Kremlin-Bicêtre, Gentilly    |                                                                                 |
|  | • |  | Villejuif - Gustave Roussy                | 48° 47′ 36″ N, 2° 20′ 57″ E | Villejuif                       |                                                                                 |
|  | • |  | L'Haÿ-les-Roses                           | 48° 46′ 31″ N, 2° 21′ 15″ E | Chevilly-Larue, L'Haÿ-les-Roses |                                                                                 |
|  | • |  | Chevilly-Larue Marché International       | 48° 45′ 30″ N, 2° 22′ 00″ E | Chevilly-Larue                  | Tvm                                                                             |
|  | • |  | Thiais - Orly Pont de Rungis              | 48° 44′ 51″ N, 2° 22′ 23″ E | Thiais                          | (Pont de Rungis - Aéroport d'Orly)                                              |
|  | ■ |  | Aéroport d'Orly                           | 48° 43′ 43″ N, 2° 21′ 45″ E | Paray-Vieille-Poste             | Orlyval                                                                         |

### Intermodalité
La ligne 14 offre des correspondances directes avec les autres lignes de métro sauf avec les lignes 2, 3 bis, 5, 7 bis et 10. Elle croise plusieurs fois les lignes 1, 7, 12 et 13 et les cinq lignes du RER aux stations Saint-Ouen, Porte de Clichy, Saint-Lazare, Châtelet, Gare de Lyon, Bibliothèque François Mitterrand, et Thiais - Orly. Les tramways des lignes T3a, T3b et T7 sont respectivement en correspondance aux stations Bibliothèque François Mitterrand, et Maison Blanche toutes deux à distance, Porte de Clichy, Chevilly-Larue et Aéroport d’Orly. La ligne est également en correspondance avec l'aéroport de Paris-Orly et trois gares : Paris-Saint-Lazare, Paris-Lyon et Paris-Bercy. Une correspondance à distance est possible avec la Gare de Paris-Austerlitz, desservie par les lignes 5, 10 et le RER C.
Après le prolongement du métro vers l'aéroport d'Orly, les communes de Thiais, Orly, Chevilly-Larue et Rungis adhèrent courant 2024 au service Vélib' Métropole, pour une mise en service courant 2025, rejoignait ainsi les autres communes de la ligne (Paris, Saint-Ouen-sur-Seine et Saint-Denis) où le service est déjà disponible,.

### Architecture des stations

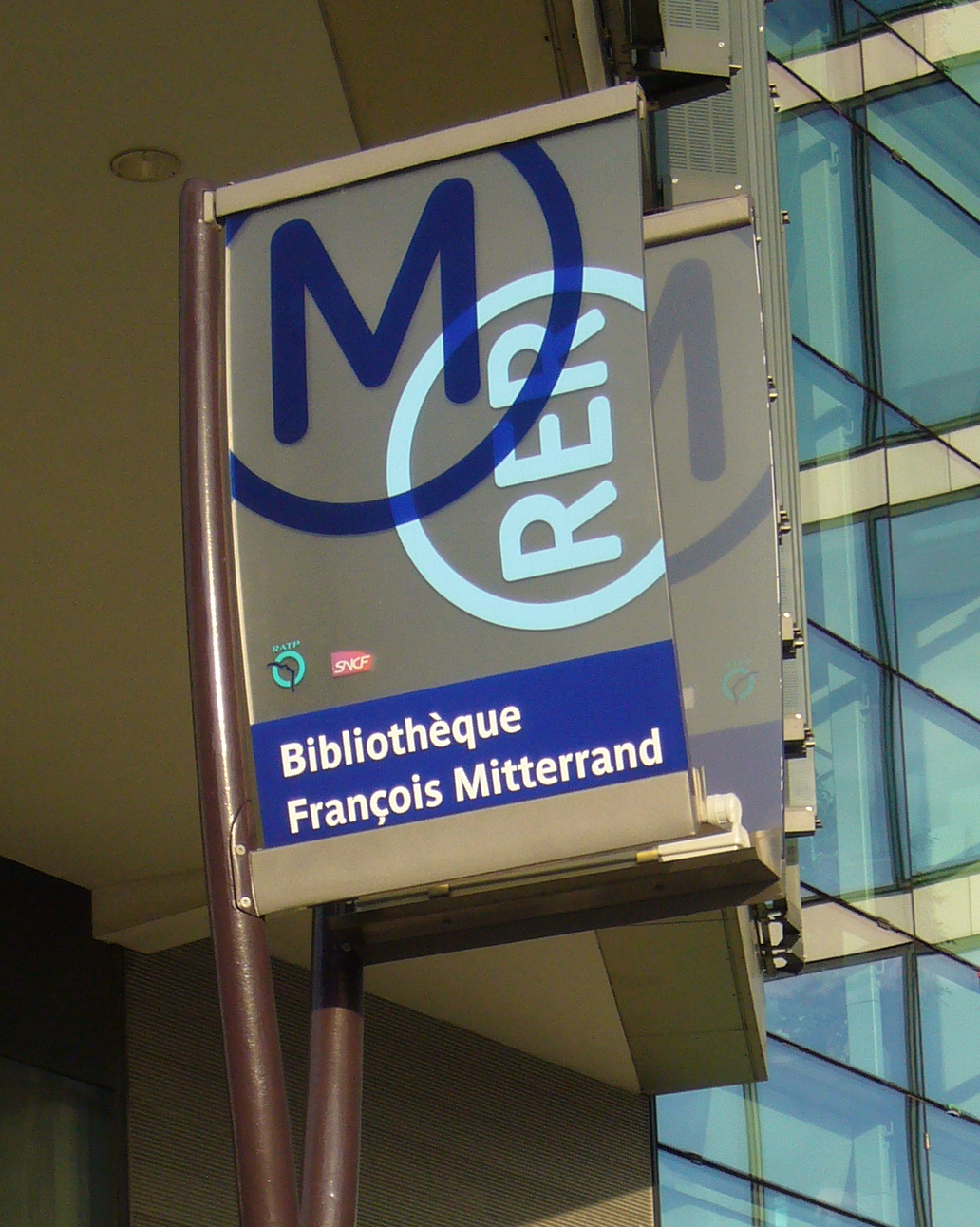
Totem de la station Bibliothèque François-Mitterrand.

La conception des stations de la ligne 14 a fait l'objet de recherches architecturales conduisant à privilégier l'espace et la transparence. La taille des stations (volume de la station, taille des couloirs et des salles de correspondance) rapproche plus cette ligne du RER que des lignes de métro existantes. En créant la ligne 14, la RATP a opté pour une charte architecturale spécifique à cette ligne : carrelages clairs au sol plutôt que bitume par exemple. Pour la première fois dans l'histoire du métro parisien, la qualité spatiale de l'architecture est travaillée par de grands volumes, comme dans les stations souterraines du RER E, où se mélangent lumière généreuse et matériaux modernes, améliorant nettement les flux de voyageurs. Selon leurs concepteurs, les stations doivent être le reflet d'un « espace public noble, monumental dans son esprit, urbain dans le choix de ses formes et de ses matériaux ». Quatre architectes ont dessiné les sept premières stations de la ligne : Jean-Pierre Vaysse et Bernard Kohn pour six d'entre elles, Antoine Grumbach et Pierre Schall pour la station Bibliothèque.

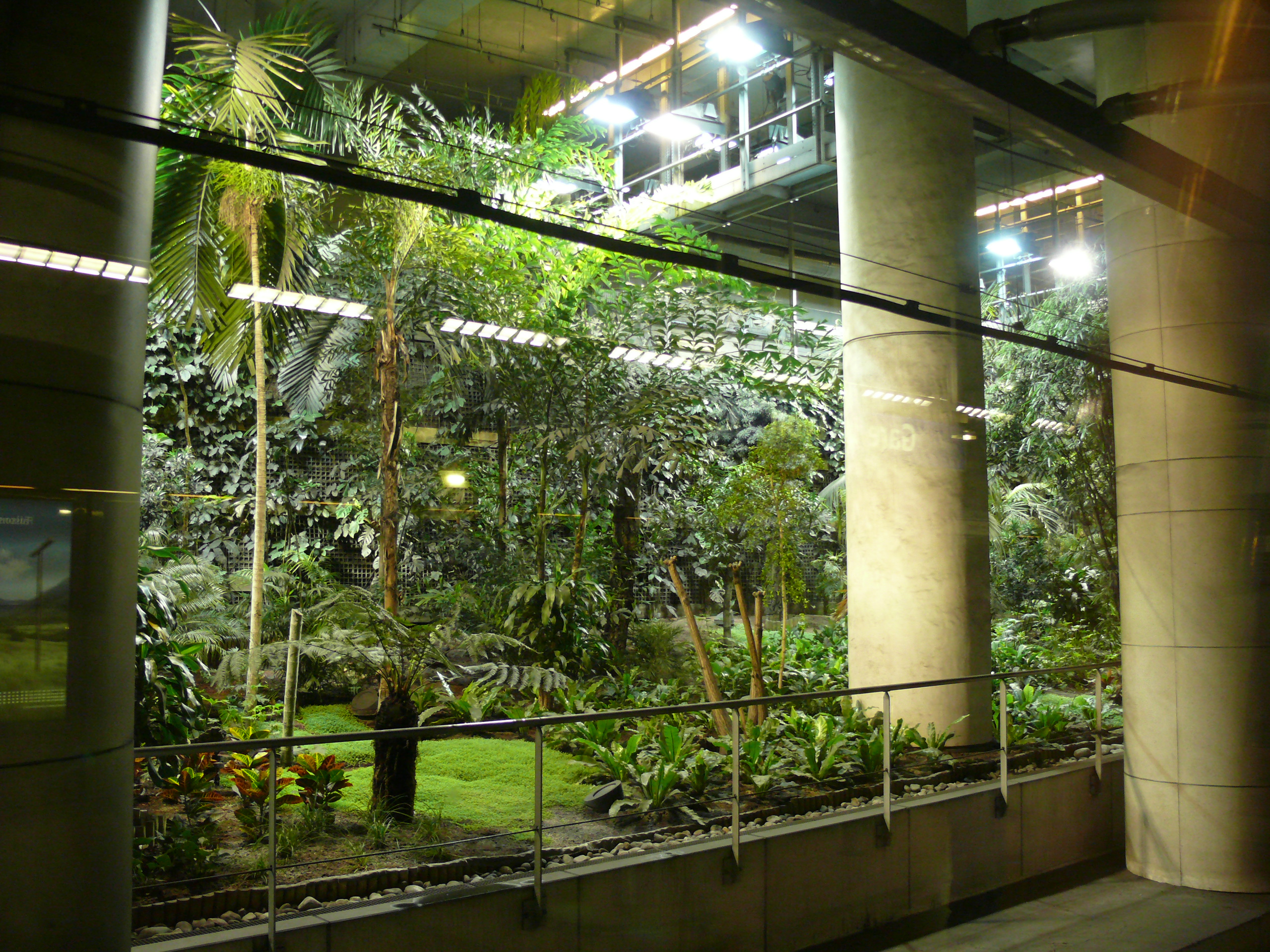
Le jardin exotique de la station Gare de Lyon.

La station Saint-Lazare est dotée d'un puits de lumière naturelle visible des quais soit cinq niveaux en dessous de la voirie. La sortie de la station est constituée d'une bulle de verre réalisée par l'architecte Jean-Marie Charpentier et située juste devant la gare Saint-Lazare, dans le sens de la sortie vers les arrêts de bus.
Les stations Pyramides et Madeleine sont dotées d'un éclairage particulier : si le temps est très ensoleillé dehors, il y aura également beaucoup de lumière sur les quais. Le système ne fonctionne pas la nuit. La station Madeleine comprend plusieurs dispositifs vidéo permettant de réaliser des opérations de promotion culturelle, par exemple, pour une exposition sur l'actrice Marlene Dietrich pendant l'automne 2003.

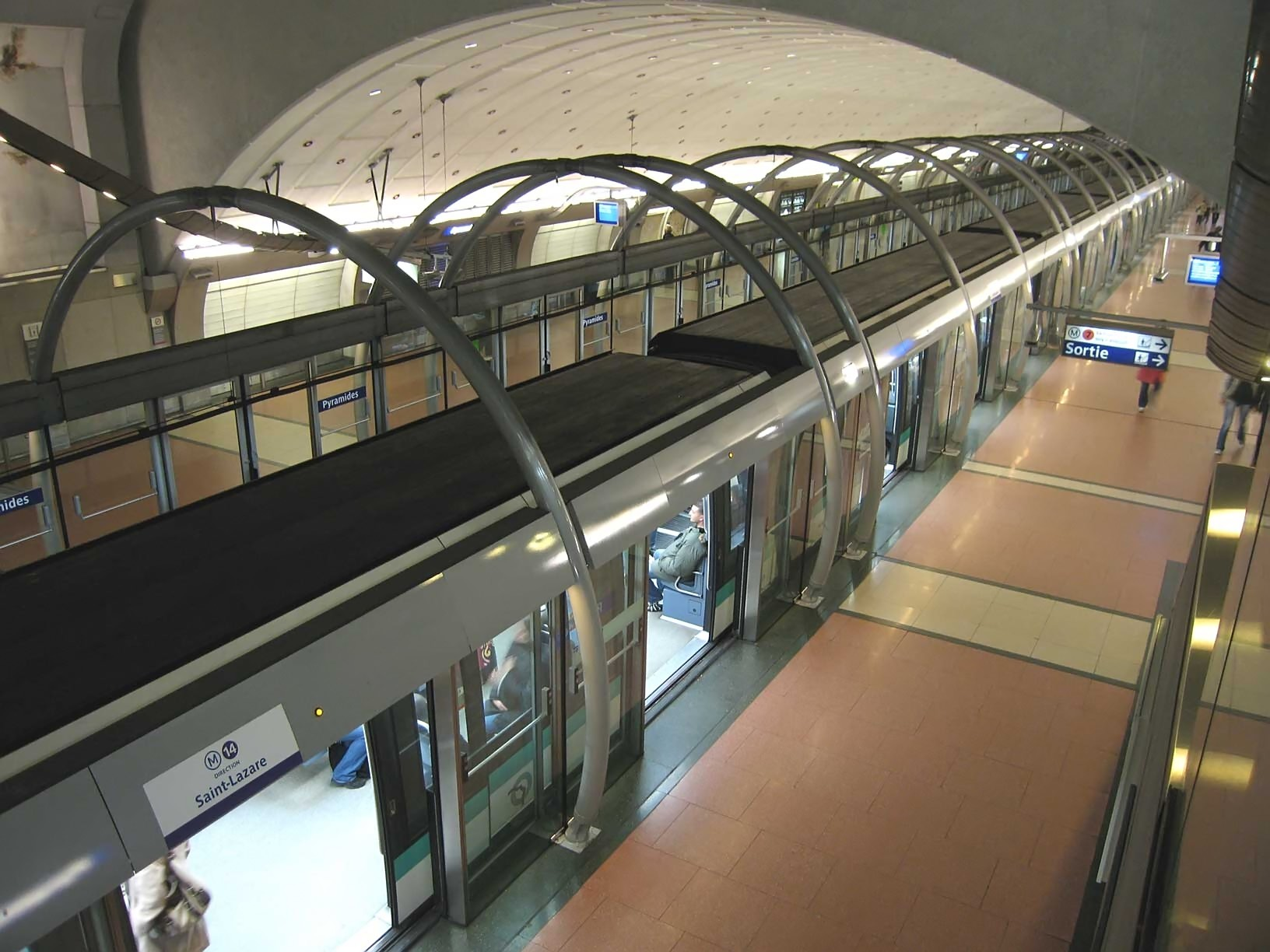
La station Pyramides, en présence d'une ancienne rame MP89 CA à quai.

La station Gare de Lyon laisse découvrir une vue sur le jardin tropical, du côté droit des rames à destination de la station Olympiades, lors de l'entrée en station. Ce jardin est situé au sous-sol de la Maison de la RATP au pied de laquelle la station est construite. Il occupe un espace primitivement réservé au musée des Transports. Elle est en outre la seule station de la ligne à être équipée d'un quai central. Cette disposition était la seule possible au regard de la densité des installations souterraines à cet endroit. Aux environs de 2010, une sortie supplémentaire avait été prévue en milieu de quai pour faciliter la circulation dans cette station très fréquentée et relativement étroite. Retardée faute de participation financière de l'État selon la Région, les travaux sont finalement engagés de mars à décembre 2011 et l'accès ouvert le 16 décembre 2011.
La station Bibliothèque François-Mitterrand possède une architecture particulière, avec ses piliers monumentaux de quinze mètres de hauteur et ses escaliers formant un hémicycle de soixante-dix mètres de diamètre.
La station Olympiades a été aménagée par le cabinet d'architectes « ar.thème associés », suivant les principes définis par Bernard Kohn pour l'ensemble de la ligne 14 dès 1991. La station est donc conforme aux autres stations de la ligne tant par le choix des matériaux (voûtes en béton clair, bois sur les plafonds, etc.) que l'éclairage et une hauteur sous plafond et des quais plus larges que la moyenne du métro parisien.
En revanche, certaines stations de la ligne se caractérisent par la présence d'une odeur désagréable d'humidité et de sulfures particulière que l'on peut parfois retrouver jusque dans les salles de correspondance. La ligne est en effet tracée à grande profondeur, sous la nappe phréatique, ce qui explique ce problème récurrent d'infiltrations, également rencontré sur la ligne E du RER dans Paris, pour la même raison.

### Stations à thème ou particulières
Une station de la ligne possède une décoration culturelle thématique originale.
Madeleine rend hommage au métro de Moscou et à la culture populaire russe à travers un vaste vitrail sur le thème de la Poule aux œufs d'or, « Ryaba la petite poule ». Cette œuvre d'Ivan Loubennikov composée de vingt panneaux d'une surface de 40 m2 évoque les transformations historiques de la Russie à travers plusieurs symboles : un œuf de 80 kg en son centre, la faucille, le marteau, des boulons, des étoiles à cinq branches, des fers à cheval et des croix.
Cette installation a été inaugurée le 26 mars 2009 par les présidents des métros de Paris et de Moscou en présence de l'artiste. Elle fait suite à l'installation en 2007 à la station Kievskaïa du métro de Moscou d'un entourage Guimard offert par la RATP dans le cadre des échanges culturels entre réseaux métropolitains du monde.

### Raccordement
La ligne possède un unique raccordement, avec la ligne 6, entre les stations Bercy et Gare de Lyon, en talon sur la voie direction Mairie de Saint-Ouen. Ce tunnel à voie unique est équipé d'une grille mobile, empêchant tout accès extérieur aux voies de la ligne 14, hors transfert de matériel.

### Ateliers

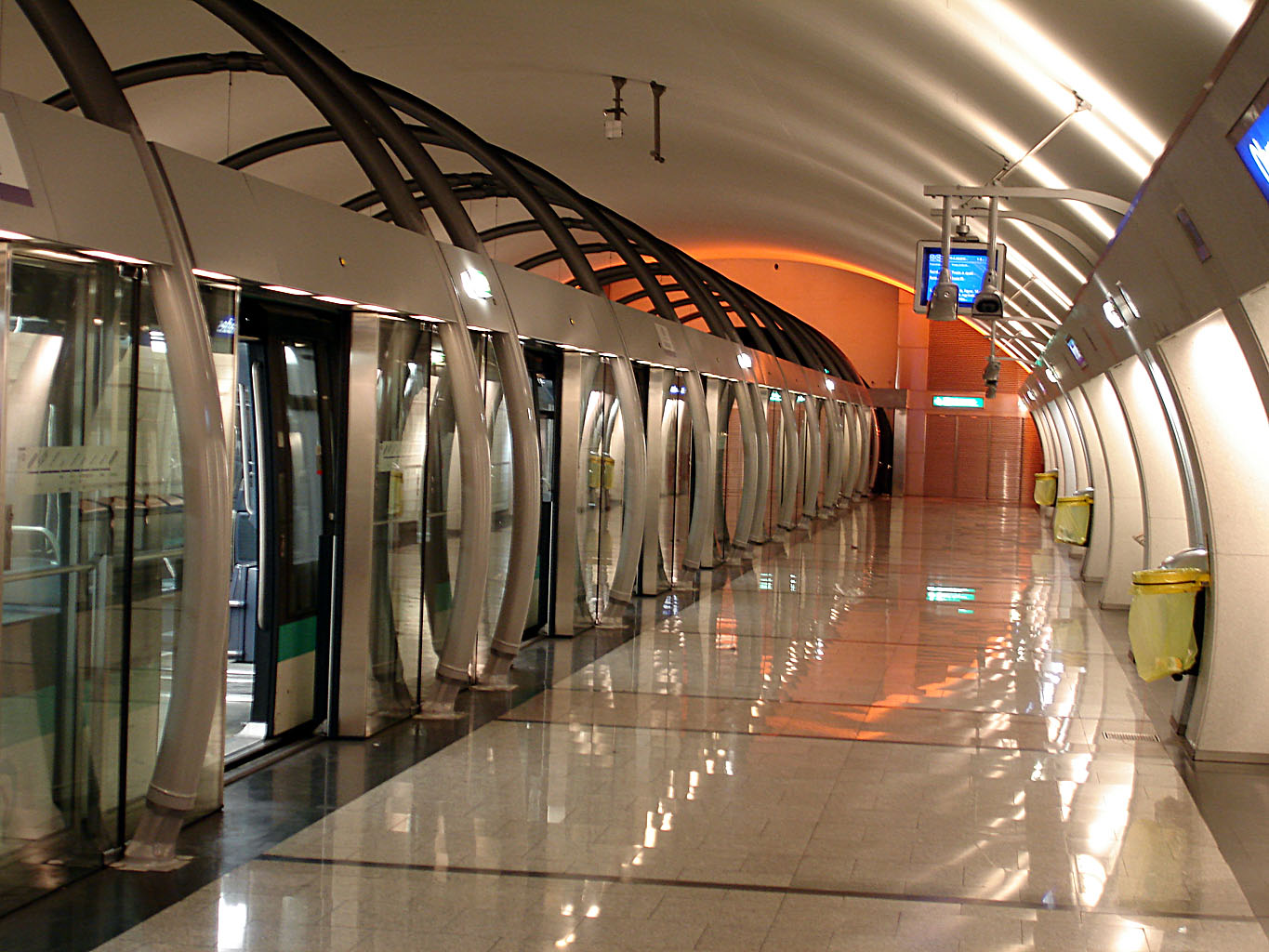
La station Olympiades, occupée par l'atelier de maintenance jusqu'en 2007.

L'entretien des rames était effectué (jusqu'en 2020) dans l'atelier Tolbiac - Nationale situé après le terminus Olympiades, géographiquement proche de la station Maison Blanche (ligne 7). Il était notamment équipé d'un pont roulant spécialement conçu pour la station, et permettait d'acheminer les matériaux lourds (roues en acier, etc.) lors des opérations de maintenance. Avant les travaux du prolongement, c'était l'actuelle station Olympiades, dont le génie civil était déjà réalisé, qui servait d'atelier. Quarante agents sont affectés à cet atelier en 2007. Cet atelier a fermé en 2020 ; ses voies sont en partie démontées, seule une voie d’évitement étant conservée.
Avec l’extension au nord de la ligne, un nouveau site de maintenance et de remisage est ouvert à Saint-Ouen-sur-Seine, au niveau des Docks de Saint-Ouen. Cet équipement ouvre en 2020 et remplace les ateliers de Tolbiac. Avec l'extension au sud, un second site de maintenance et de remise (SMR), à la qualité environnementale soignée, situé à Morangis ouvre au printemps 2024 pour entretenir 60 % du matériel roulant de la ligne, soit 24 rames en juin 2024 et 37 rames à terme,.
La maintenance lourde et la révision régulière du matériel de la ligne 14, comme tous les matériels sur pneumatiques du réseau, se déroule aux ateliers de Fontenay. Ils sont situés dans le prolongement des voies de la ligne 1 au-delà du terminus Château de Vincennes. Ils se décomposent en deux entités distinctes : un atelier de maintenance pour les rames de la ligne 1 (AMT) et un atelier de révision de l'ensemble des rames sur pneumatiques du métro. L'ensemble qui occupe une surface totale d'environ 39 000 m2 a été modernisé au début des années 1960 pour l'arrivée du matériel MP 59 ; puis les bâtiments ont été reconstruits pour l'arrivée du MP 89 durant les années 1990. Ces ateliers sont également reliés au réseau ferré national via les voies du RER A. Trois cent trente agents sont affectés à cet atelier en 2007.

## Exploitation

### Desserte
Depuis l'ouverture du prolongement à Saint-Denis Pleyel et à Orly, le parcours complet de la ligne demande désormais quarante-deux minutes. Comme sur toutes les principales lignes du métro parisien, le premier départ a lieu de la tête de ligne à 5 h 30, le dernier à 1 h 2 et à 2 h 2 les nuits des vendredis aux samedis, des samedis aux dimanches et des veilles de fête aux jours de fête dans les deux sens.
La ligne est celle du réseau ayant la fréquence la plus élevée grâce à la souplesse du fonctionnement automatique : l'intervalle moyen entre les rames est de une à trois minutes en journée de semaine et de trois à cinq minutes en extrême soirée (au lieu de généralement huit minutes sur les autres lignes). Les samedis, dimanches et jours fériés, l'intervalle est de trois minutes en journée et de quatre minutes trente les nuits des samedis aux dimanches et des veilles de fête aux jours de fête après 21 h 30 (portée à dix minutes après 1 h 15 durant ces nuits).
Depuis le 6 juin 2014, l'intervalle est de 85 secondes à l'heure de pointe du matin. D'après la RATP et le STIF, il s'agirait d'une première mondiale pour un métro de grande capacité ; le métro léger de Lille atteint, lui, un intervalle de 61 secondes.
Avec le prolongement vers Pleyel et Orly, la fréquence descend à 105 secondes car la ligne ne dispose à l'été 2024 que d'une quarantaine de rames sur les 72 à livrer. La fréquence doit retrouver le rythme maximal d'une circulation toutes les 85 secondes une fois le parc complet, à l'été 2025.

### Automatisation

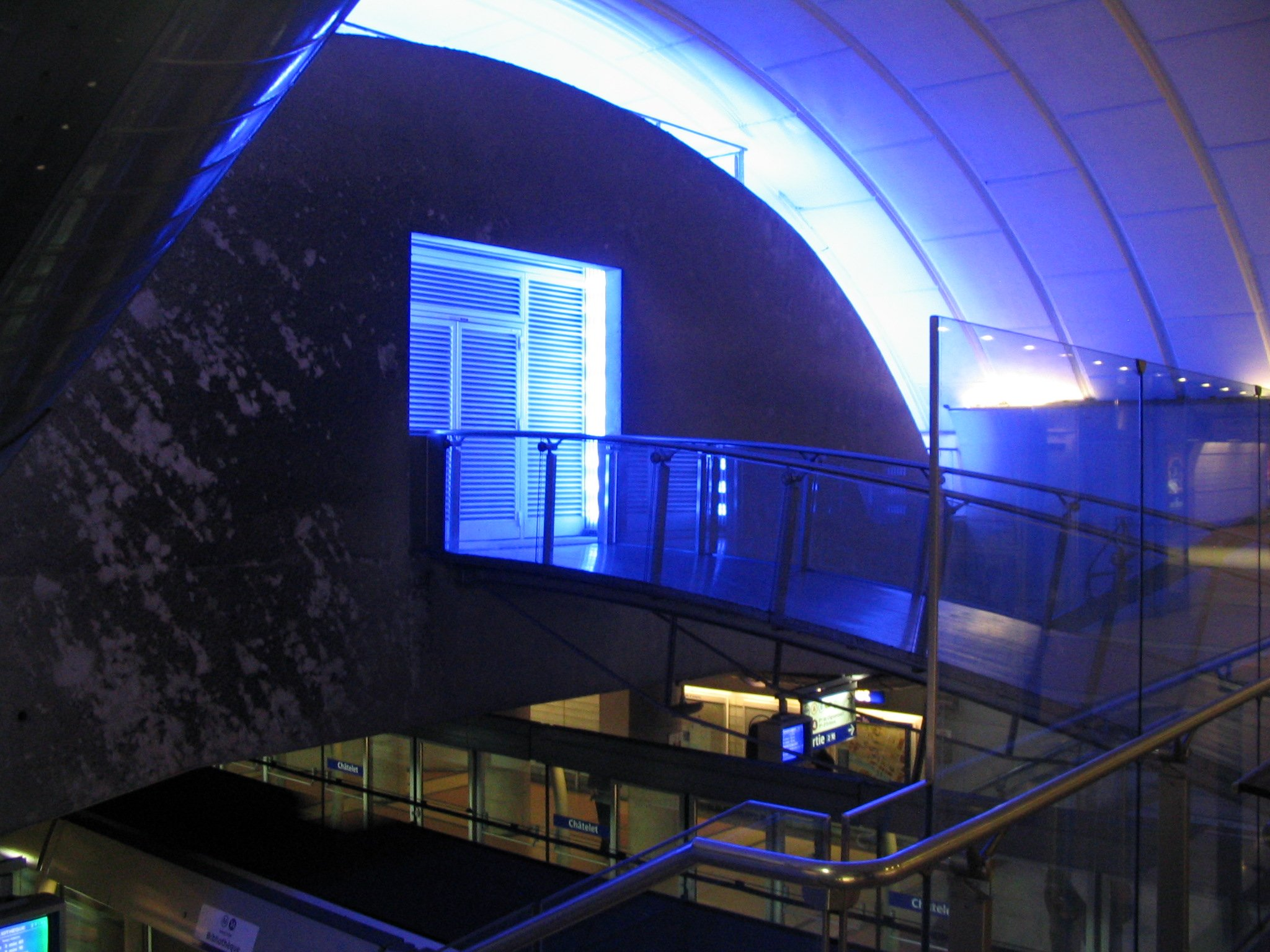
Éclairage d'une porte de service technique à la station Châtelet.

La ligne 14 du métro est intégralement automatique, ce qui constitue une innovation majeure sur le réseau parisien. D'autres lignes automatiques existent : celles de type VAL, dont la ligne 1 du métro de Lille, la plus ancienne, mise en service dès 1983, la ligne D du métro de Lyon à grand gabarit, mise en service en 1992 et la ligne A du métro de Toulouse, mise en service en 1993. Cependant, la ligne 14 apporte deux changements majeurs : d'une part, elle est la première ligne principale de métro à forte capacité dans une capitale à être exploitée en mode automatique ; d'autre part, Meteor constitue un système ouvert : des circulations de n'importe quel matériel du réseau pilotées en mode manuel peuvent s'intercaler entre les circulations automatiques, ce qui est un cas unique au monde.
Cette possibilité n'est qu'exceptionnellement utilisée sur la ligne 14, par exemple à l'occasion de circulation de matériel roulant ancien lors de circuits spéciaux. En revanche, elle a été pleinement exploitée lors de l'automatisation de la ligne 1 du métro ainsi que celle de la ligne 4, qui ont vu cohabiter durant plusieurs années du matériel piloté en mode manuel avec du matériel en circulation automatique.
Le pilotage des rames de la ligne est effectué par le système d'automatisation de l'exploitation des trains (SAET).
La ligne est contrôlée par :
- le système de pilotage automatique DIGISAFE qui assure la sécurité du mouvement des trains. Il est réalisé avec des calculateurs triprocesseurs de type Motorola 68020 et un logiciel système propriétaire MRTK (Matra Real Time Kernel) ;
- le poste de contrôle centralisé qui assure les fonctions d'information et de régulation. Il fonctionne grâce à des serveurs reposant sur une architecture Itanium et le système d'exploitation OpenVMS[148], les postes opérateur reposent sur une architecture x86 et Linux[réf. nécessaire].

Le poste de commande centralisée (PCC) de la ligne a été conçu par Matra Transport International, aujourd'hui Siemens Mobility, filiale du groupe allemand Siemens.
Le choix technique de l'automatisation permet une souplesse d'utilisation des rames sans commune mesure avec celle des lignes classiques. On peut notamment citer :
- l'insertion de rames en quelques minutes sur la ligne pour pallier un retard ou un gros afflux de passagers ;
- une fréquence minimale élevée hors des heures de pointe, un minimum de rames restant en fonctionnement quel que soit le nombre de voyageurs ;
- une fréquence maximale (une rame toutes les 85 secondes) aux heures de pointe, impossible à atteindre sur une ligne non automatique ;
- un confort accru pour les passagers, l'automatisation permettant à la rame d'avoir un à-coup minimum, afin que les passagers ne sentent pas les accélérations et décélérations. Cette idée reste contestée car les types de rame MP 89 CA et MP 05 produisent beaucoup secousses, l'usager étant en déséquilibre lorsqu'il se tient debout.[réf. nécessaire] ;
- plus de nécessité de rentrer les rames le soir et de les redéployer le matin, les rames pouvant rester à quai pendant la nuit ;
- il est possible, grâce au PCC, de donner des ordres particuliers à des rames, par exemple de ne pas desservir certaines stations et de réguler automatiquement la vitesse afin de ne pas s'arrêter à la station concernée.

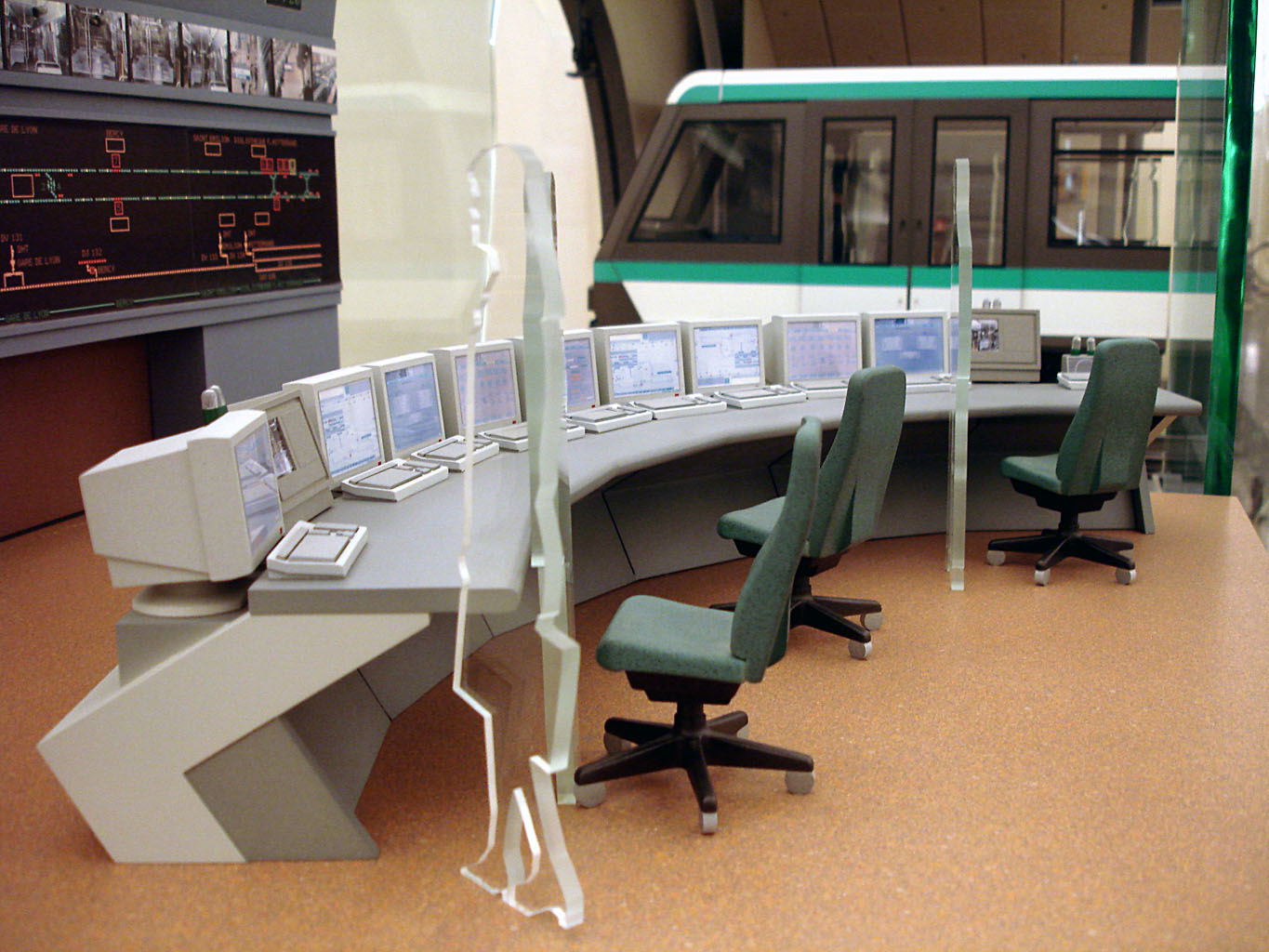
Maquette du PCC de la ligne 14.

Dans les faits, cette automatisation conduit à une amélioration significative de la qualité du service, à travers sa régularité. La vitesse commerciale lors des périodes d'affluence atteint presque 40 km/h, toutes les lignes classiques étant au-dessous de 30 km/h. Les raisons de cette vitesse élevée sont la souplesse de l'automatisation optimisant la gestion des incidents, un tracé très rectiligne, autorisant des vitesses élevées (jusqu'à 80 km/h) sur une grande partie de la ligne, des stations espacées et équipées de portes palières, fournies par Faiveley Transport.
Les portes palières interdisent les retards liés à la chute de passagers ou aux intrusions sur les voies et permettent l'entrée et la sortie des rames en station sans les limitations de vitesse appliquées ailleurs, avec des accélérations et des freinages puissants. Les portes palières intégrales qui équipent la ligne restent ouvertes plus longtemps dans toutes les stations aux heures de pointe afin d'éviter la bousculade à la descente. Si la fermeture de portes est gênée par un obstacle ou une personne, elles retentent une fermeture après une courte pause. Si la porte ne peut toujours pas se refermer à la troisième tentative, la rame reste en attente jusqu'à ce qu'un agent de station ou une personne du PCC vienne la débloquer,.

#### Nouveaux systèmes en 2024
L'arrivée de nouvelles rames et la préparation du prolongement de la ligne permettent de renouveler le système d’exploitation de la ligne en le basant sur une technologie CBTC déployé par Siemens Mobility. Sa mise en service commerciale est effective le 26 février 2024. Le système mis en place avant les Jeux olympiques de 2024 est une première version robuste mais ne comprenant pas des fonctions avancées comme la gestion de la circulation des rames en marche arrière sur la ligne. Ces nouvelles fonctions sont implantées à partir de l'automne 2024 et jusqu'en 2025 sur les rames disponibles et restant à livrer, générant des interruptions temporaires de circulation en soirée ou en journée.

### Matériel roulant

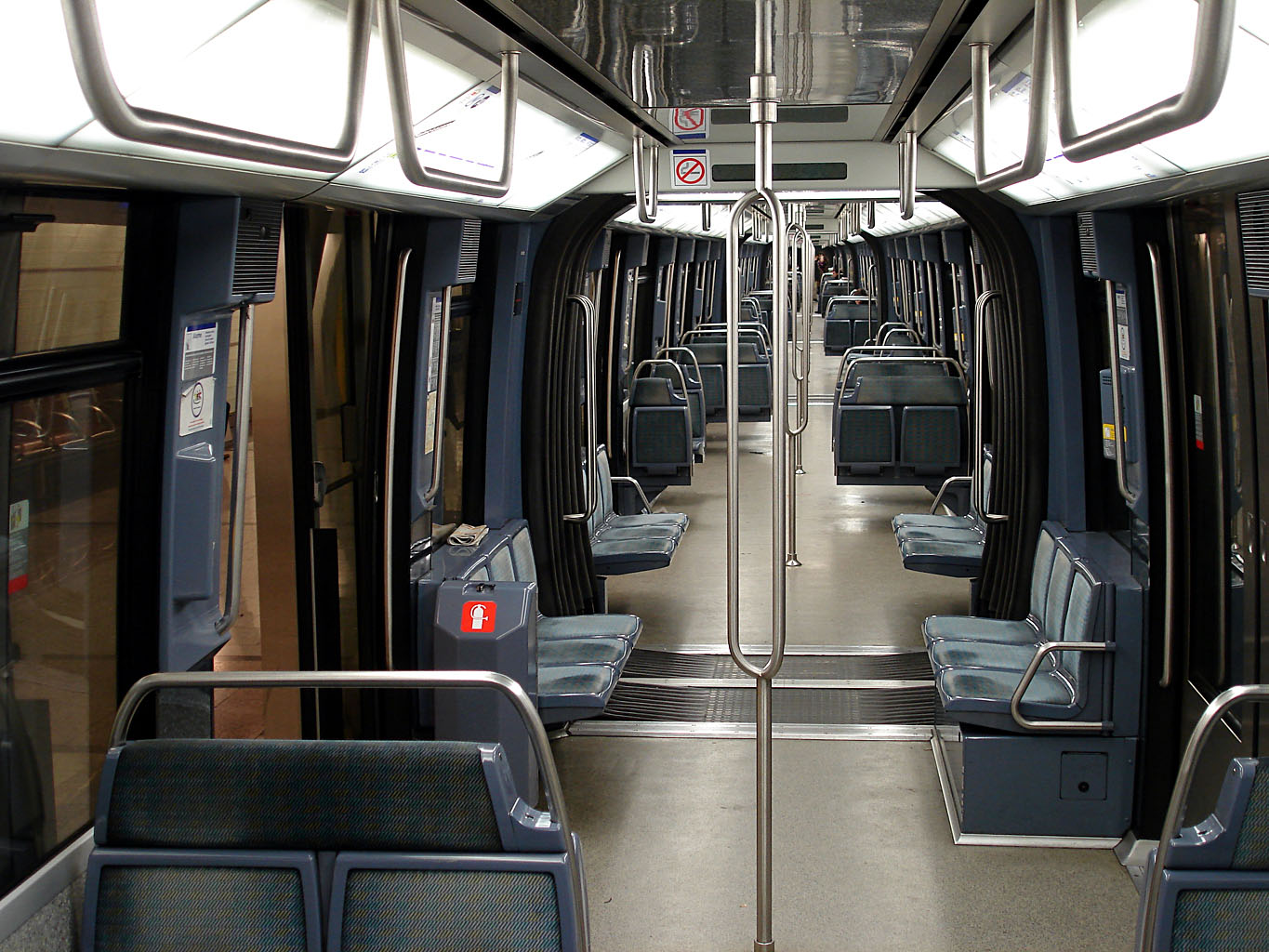
Rame MP 89 CA.

La ligne 14 était historiquement équipée de matériel roulant de type MP 89 CA, utilisé dans sa version non automatique (MP 89 CC, conduite conducteur) successivement sur la ligne 1 puis sur la ligne 4, et actuellement sur la ligne 6. Ce matériel a été conçu par Alstom et possède un système de surveillance vidéo embarquée, ce qui a constitué une première à Paris, et un cas unique jusqu'à l'arrivée du MF 01.
La ligne était équipée depuis son ouverture de rames de six voitures d'une longueur de 90 mètres, mais toutes les stations sont conçues d'origine pour accueillir des compositions à huit voitures avec des quais de 120 mètres, exception faite de la station Saint-Lazare où les quais n'étaient aménagés que sur 90 mètres. Dans le cadre du prolongement et de l'arrivée des rames à huit voitures, les trente mètres restants sont désormais aménagés depuis octobre 2020 ; cette station, qui dispose dorénavant d'une configuration identique aux autres stations de la ligne en ce qui concerne ses quais, n'est plus le terminus nord de la ligne depuis le 14 décembre 2020, date d'ouverture du prolongement jusqu'à Mairie de Saint-Ouen.

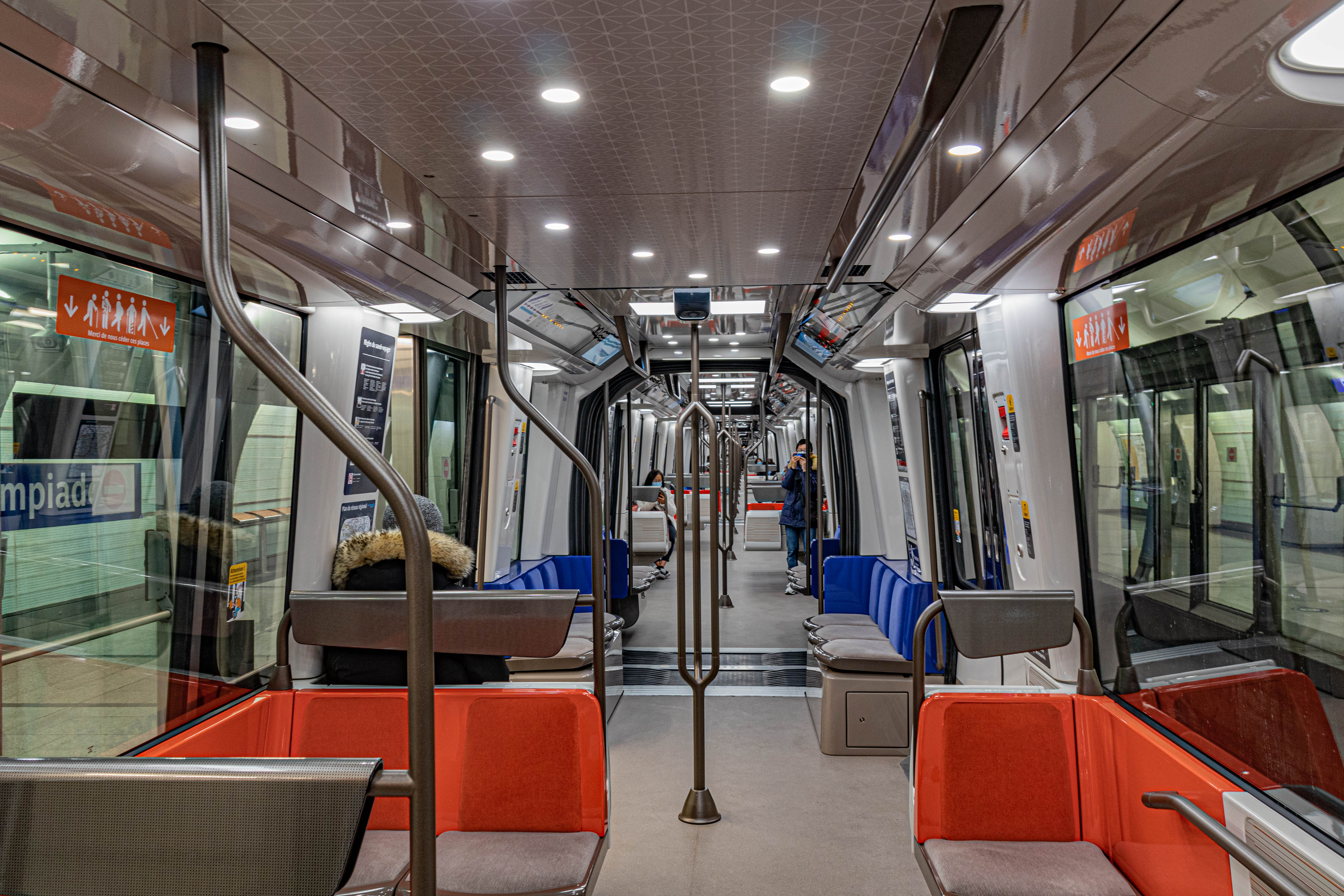
Intérieur d'une rame MP 14.

Initialement prévues en 2012, quatre rames MP 05 neuves, issues d’un avenant à la commande faite dans le cadre de l’automatisation de la ligne 1, devaient rejoindre les MP 89. La convention de financement de cette mesure, d’un coût d’environ 53 millions d'euros, a été validée par le conseil d’administration du STIF le 8 juillet 2009, celui-ci prenant 26,33 millions (50 %) à sa charge.
Le 8 février 2012, le STIF vote l'achat à Alstom, pour 140 millions d'euros, de quatorze rames MP 05 supplémentaires. Cette commande servira à sécuriser le planning du prolongement de la ligne à Mairie de Saint-Ouen et à disposer de suffisamment de trains pour effectuer les essais techniques du prolongement. La RATP a alors passé commande de 8 trains supplémentaires sur le marché en cours de MP 05. La commande des six derniers éléments a été signifiée à Alstom en novembre 2012,, portant le nombre de rames commandées fermes à 67, dont 18 pour la ligne 14.
Ce sont finalement onze rames MP 05 qui furent affectées à la ligne entre 2014 et 2015, les sept autres rames initialement commandées furent affectées à la ligne 1.
À terme, pour faire face à l'augmentation prévue de la fréquentation de la ligne, l'ensemble des trains MP 89 CA et MP 05 affectés à la ligne 14 seront redéployés sur la ligne 4 lors de l'arrivée de nouveaux trains MP 14, à huit voitures.
Le 30 mai 2016, le design des rames MP 14 est dévoilé par Alstom. Elles offriront plus de places que le matériel en service en 2019 dont 48 pour les personnes à mobilité réduite et huit emplacements pour celles en fauteuil roulant.
Après une dernière campagne d'essais hors exploitation et une semaine de marche à blanc pendant les heures creuses, la première rame MP 14 est mise en exploitation commerciale sur la ligne le 12 octobre 2020,. À cette date, la RATP indique que 72 rames MP 14 seront livrées entre 2020 et 2024 pour la ligne 14, pour un marché d’un montant maximum de 217 trains (pour les lignes 4, 11 et 14). Le 24 mars 2023, la dernière rame MP 89 CA cesse de circuler sur sa ligne d'origine. Depuis le 13 avril 2023, la ligne est officiellement équipée uniquement en MP 14, mais les deux MP 05 toujours affectées sont conservées en réserve jusqu'en octobre 2023.

### Personnel d'exploitation

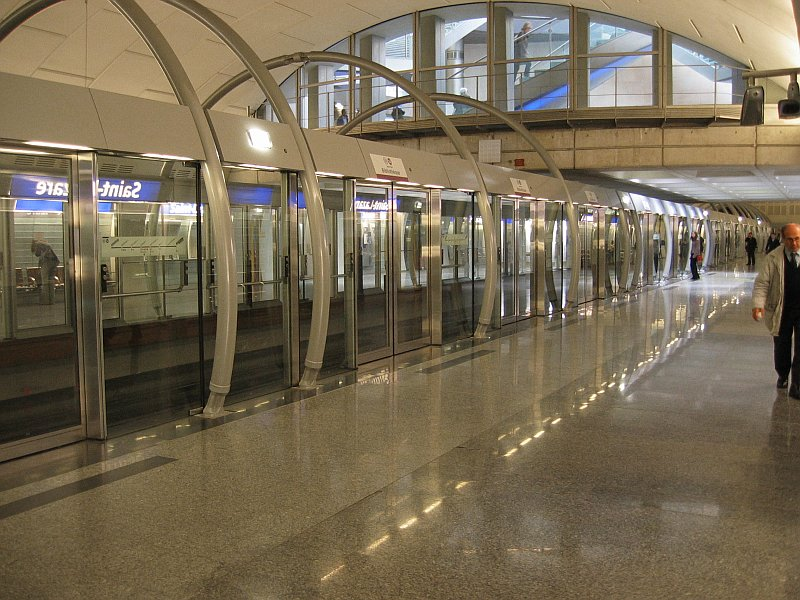
Vue des portes palières de la station Saint-Lazare.

On distingue deux catégories de personnel sur le métro parisien : les agents en station et les agents de conduite. Les agents de station ont pour mission de tenir la caisse, d'assurer le contrôle des voyageurs ainsi que la gestion des lieux, vérification des installations ou autres à définir selon les besoins du service. Quelques agents sont par ailleurs détachés pour la durée du service afin d'assurer les relèves de caisses. Le service est assuré sur trois roulements de travail (matin, après-midi, nuit). Les conducteurs qui assurent la marche des rames sur les autres lignes sont remplacés sur la ligne 14 par des automatismes au sol et embarqués.
À l'inauguration, la ligne comptait 242 personnes, dont 122 agents en station et quarante agents de maîtrise. La maintenance du matériel roulant est effectuée par trente-deux personnes, dont six agents de maîtrise. Vingt-huit sont affectés aux installations fixes, dont six agents de maîtrise. La ligne dispose de neuf cadres.
Les négociations préparatoires à la mise en service de la ligne ont débuté en 1996. Après cent cinquante heures de débats, trente-cinq audiences, la mise en place d'un groupe de travail avec les organisations syndicales et le rejet de trois projets successifs, un accord est trouvé entre la direction de la RATP et cinq syndicats, le syndicat autonome, le syndicat indépendant, la CFTC, la CGC et une partie de Force ouvrière.
De nouveaux métiers ont été créés avec la ligne, comme l'assistant de ligne. Il a été également créé vingt-six postes de superviseurs d'exploitation et quatorze postes de superviseurs principaux d'exploitation, qui sont les seuls à pouvoir conduire manuellement les rames, avec les neuf cadres de la ligne.
L’assistant de ligne (une vingtaine de postes) a pour mission d'être visible en station et dans les rames, et d'effectuer de la petite maintenance, tel le redémarrage d'un escalator bloqué ou une réparation simple de l'éclairage. Le superviseur travaille à la fois en ligne et au PCC, sur le terrain ; il est à la tête d'une équipe de trois agents assurant le service commercial. Il participe à l'information du voyageur et aux opérations commerciales. Le superviseur principal est responsable des superviseurs, et au PCC, encadre l'équipe et assure la régularité comme la sécurité du trafic.
Il y a quelques années, contrairement aux autres lignes, les agents ne venaient sur la ligne 14 que pour un temps déterminé afin de mettre en œuvre une mobilité permanente. Ce temps était de deux ans pour les assistants commerciaux, trois ans pour les métiers de l'exploitation et de développement, de trois à cinq ans pour les superviseurs principaux d'exploitation, jusqu'à quatre à six ans pour les agents de maintenance. Tous les agents en provenance du métro retournaient ensuite sur leur ligne d'origine. Aujourd'hui, les affectations sur cette ligne sont identiques à celles pratiquées sur le reste du réseau (entrées directes ou mutations).

### Tarification et financement
La tarification de la ligne est identique à celle en vigueur sur tout le réseau du métro. Un ticket « métro-train-RER », qui remplace le ticket t+ au 1er janvier 2025, permet un trajet simple quelle que soit la distance, avec une ou plusieurs correspondances possibles avec les autres lignes de métro, de Transilien ou de RER pendant une durée maximale de 1 h 30 entre la première et dernière validation. En revanche, un ticket « métro-train-RER » ne permet pas d'emprunter les bus et les tramways, à l'exception des lignes « Tram Express » à titre temporaire.
Le financement du fonctionnement de la ligne (entretien, matériel et charges de personnel) est assuré par l'exploitant. Cependant, les tarifs des billets et abonnements sont limités par choix politique et leur montant ne couvre pas les frais réels de transport. Le manque à gagner est compensé par l'autorité organisatrice, Île-de-France Mobilités, présidée depuis 2005 par le président du conseil régional d'Île-de-France et composé d'élus locaux. Elle définit les conditions générales d'exploitation, ainsi que la durée et la fréquence des services. L'équilibre financier du fonctionnement est assuré par une dotation globale annuelle aux transporteurs de la région grâce au versement mobilité payé par les entreprises et aux contributions des collectivités publiques.

Lors du conseil d'administration d'Île-de-France Mobilités du 7 décembre 2023 il est décidé d'une tarification spécifique pour les voyageurs occasionnels ayant un trajet avec pour origine ou destination la station Aéroport d'Orly. En 2025, le tarif est de 13 € uniquement disponible sous format dématérialisé (carte Navigo Easy ou smartphone). Aucun surcoût n'est appliqué pour les utilisateurs d'un forfait Navigo (à l'exception du forfait jour) ou Paris Visite.

### Trafic
La ligne 14 connaît une progression constante de son trafic avec 64,1 millions de voyageurs en 2004 et près de 98 millions en 2022.
| Année                              | 1998 | 1999 | 2000 | 2001 | 2002 | 2003 | 2004 |
| Nombre de voyageurs (en millions), | 3,5  | 19,0 | 25,0 | 31,8 | 38,7 | 40,8 | 64,1 |

| Année                              | 2007 | 2008 | 2009 | 2010 | 2011 | 2012 | 2013 | 2014 | 2015 | 2016 | 2017 | 2018  | 2019  | 2020  | 2021  | 2022  | 2023 | 2024  |
| Nombre de voyageurs (en millions), | 66,9 | 77,3 | 79,7 | 79,4 | 79,9 | 78,5 | 77,6 | 77,9 | 78,9 | 80,2 | 83,3 | 87,44 | 91,59 | 50,84 | 78,65 | 97,99 | 92,2 | 113,3 |

En 2003, avant l'extension au nord vers Saint-Lazare, le trafic annuel atteint 40 729 029 voyageurs, avec un trafic quotidien de 140 575 voyageurs en moyenne chaque jour ouvré, 84 637 le samedi et 59 696 le dimanche. Le 6 décembre 2007, 450 000 voyageurs ont emprunté la ligne 14, ce qui constitue alors le record absolu de fréquentation de la ligne depuis sa création. Avant le prolongement à Olympiades, 390 000 voyageurs l'avaient emprunté à la même période de 2006. En 2011, le nombre de voyageurs quotidiens atteint 500 000.
En 2005, les stations les plus fréquentées desservies par la ligne sont par ordre décroissant (en trafic annuel, toutes lignes incluses) : Saint-Lazare (34,53 millions de voyageurs), Gare de Lyon (15,13 millions, hors ligne 1), Bibliothèque François-Mitterrand (13,35 millions) et Châtelet (12,84 millions).

## Prolongements envisagés
En 2013, la ville de Morangis et le conseil général de l'Essonne militent pour un ultime prolongement à Morangis, au-delà de la station Aéroport d'Orly, pour tirer parti du site de maintenance et de remisage de la ligne 14 aménagé sur le territoire de cette commune.
Lors de la réunion du comité de pilotage de la station de l'aéroport d'Orly du 3 mai 2016, la société du Grand Paris annonce que pour ne pas hypothéquer l'avenir, des mesures conservatoires vont être prises à Morangis afin de pouvoir créer une station supplémentaire au-delà de 2024.

## Points d'intérêt

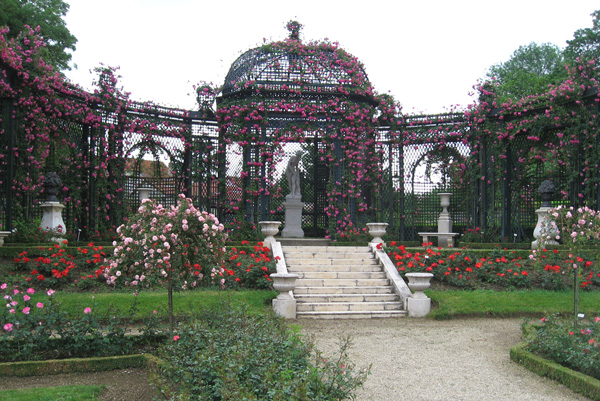
Dôme de la roseraie du Val-de-Marne.

L'automatisation de la ligne permet aux voyageurs de se placer à l'avant de la rame, pour observer la voie comme un conducteur la verrait depuis la cabine. Cela a même conduit la RATP, à partir de 2017, à installer de faux tableaux de bord à l'intérieur de toutes les rames pour que les enfants puissent s'imaginer piloter le métro.

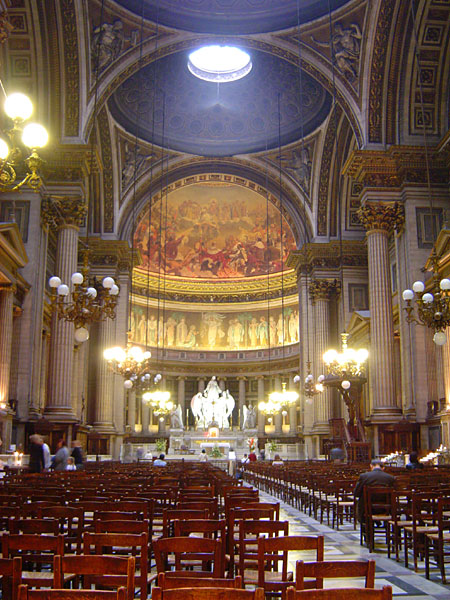
Intérieur de l'église de la Madeleine.

Lors de la manifestation culturelle annuelle Nuit blanche, les 2 et 3 octobre 2010, la ligne accueille une création sonore originale de Dominique Blais « 8 heures plus loin (metropolitain édit) ». S'inspirant du modèle culturel japonais, l'artiste modifie les annonces sonores et les remplace par d'autres, évoquant celles du métro de Tokyo. Les noms des stations sont énoncés par une voix japonaise,.
La ligne dessert plusieurs points d'intérêt de la région parisienne :
- le village olympique de Saint-Denis ;
- le marché aux puces de Saint-Ouen ;
- le cimetière des Batignolles ;
- le tribunal de Paris ;
- le parc Martin-Luther-King (quartier des Batignolles) ;
- le square des Batignolles ;
- le quartier de la gare Saint-Lazare ;
- l'église de la Madeleine ;
- la salle de spectacle de l'Olympia ;
- l'avenue de l'Opéra ;
- le quartier des Halles ;
- le quartier de Bercy : ministère de l'Économie et des Finances, Bercy Arena et parc de Bercy ;
- la Bibliothèque nationale de France, site François-Mitterrand ;
- le quartier asiatique du 13e arrondissement ;
- l'Hôpital Bicêtre au Kremlin-Bicêtre ;
- la maison de la photographie Robert-Doisneau à Gentilly ;
- les Aqueducs d'Arcueil et de Cachan à Arcueil et Cachan ;
- l'Institut Gustave-Roussy à Villejuif ;
- le Parc départemental des Hautes-Bruyères à Villejuif ;
- la roseraie du Val-de-Marne à L'Haÿ-les-Roses ;
- le marché d'intérêt national de Rungis à Chevilly-Larue et Rungis ;
- le centre commercial de Belle Épine ;
- l'aéroport de Paris-Orly.